# Llista d'asteroides (261001-262000)
Llista d'asteroides del 261.001 al 262.000, amb data de descoberta i descobridor. És un fragment de la llista d'asteroides completa. Als asteroides se'ls dona un número quan es confirma la seva òrbita, per tant apareixen llistats aproximadament segons la data de descobriment.

## 261001-261100
| Nom    | Designació provisional | Data de descobriment   | Lloc de descobriment | Descobridor/s     |
| ------ | ---------------------- | ---------------------- | -------------------- | ----------------- |
| 261001 | 2005 SN95              | 25 de setembre de 2005 | Kitt Peak            | Spacewatch        |
| 261002 | 2005 SS95              | 25 de setembre de 2005 | Kitt Peak            | Spacewatch        |
| 261003 | 2005 SW95              | 25 de setembre de 2005 | Kitt Peak            | Spacewatch        |
| 261004 | 2005 SW96              | 25 de setembre de 2005 | Palomar              | NEAT              |
| 261005 | 2005 SB97              | 25 de setembre de 2005 | Kitt Peak            | Spacewatch        |
| 261006 | 2005 ST98              | 25 de setembre de 2005 | Kitt Peak            | Spacewatch        |
| 261007 | 2005 SB100             | 25 de setembre de 2005 | Kitt Peak            | Spacewatch        |
| 261008 | 2005 SX101             | 25 de setembre de 2005 | Kitt Peak            | Spacewatch        |
| 261009 | 2005 SH102             | 25 de setembre de 2005 | Kitt Peak            | Spacewatch        |
| 261010 | 2005 SY103             | 25 de setembre de 2005 | Palomar              | NEAT              |
| 261011 | 2005 SU104             | 25 de setembre de 2005 | Kitt Peak            | Spacewatch        |
| 261012 | 2005 SZ106             | 26 de setembre de 2005 | Catalina             | CSS               |
| 261013 | 2005 SY107             | 26 de setembre de 2005 | Kitt Peak            | Spacewatch        |
| 261014 | 2005 SQ110             | 26 de setembre de 2005 | Kitt Peak            | Spacewatch        |
| 261015 | 2005 SV110             | 26 de setembre de 2005 | Kitt Peak            | Spacewatch        |
| 261016 | 2005 SZ110             | 26 de setembre de 2005 | Kitt Peak            | Spacewatch        |
| 261017 | 2005 SK111             | 26 de setembre de 2005 | Palomar              | NEAT              |
| 261018 | 2005 SP118             | 28 de setembre de 2005 | Palomar              | NEAT              |
| 261019 | 2005 SZ119             | 29 de setembre de 2005 | Kitt Peak            | Spacewatch        |
| 261020 | 2005 SU120             | 29 de setembre de 2005 | Kitt Peak            | Spacewatch        |
| 261021 | 2005 SZ121             | 29 de setembre de 2005 | Kitt Peak            | Spacewatch        |
| 261022 | 2005 SE123             | 29 de setembre de 2005 | Anderson Mesa        | LONEOS            |
| 261023 | 2005 SU126             | 29 de setembre de 2005 | Mount Lemmon         | Mt. Lemmon Survey |
| 261024 | 2005 SN127             | 29 de setembre de 2005 | Mount Lemmon         | Mt. Lemmon Survey |
| 261025 | 2005 SX127             | 29 de setembre de 2005 | Mount Lemmon         | Mt. Lemmon Survey |
| 261026 | 2005 SM129             | 29 de setembre de 2005 | Mount Lemmon         | Mt. Lemmon Survey |
| 261027 | 2005 SL130             | 29 de setembre de 2005 | Anderson Mesa        | LONEOS            |
| 261028 | 2005 SC131             | 29 de setembre de 2005 | Mount Lemmon         | Mt. Lemmon Survey |
| 261029 | 2005 SD133             | 29 de setembre de 2005 | Kitt Peak            | Spacewatch        |
| 261030 | 2005 SJ135             | 24 de setembre de 2005 | Kitt Peak            | Spacewatch        |
| 261031 | 2005 SH138             | 25 de setembre de 2005 | Palomar              | NEAT              |
| 261032 | 2005 SS138             | 25 de setembre de 2005 | Kitt Peak            | Spacewatch        |
| 261033 | 2005 SU139             | 25 de setembre de 2005 | Kitt Peak            | Spacewatch        |
| 261034 | 2005 SG140             | 25 de setembre de 2005 | Kitt Peak            | Spacewatch        |
| 261035 | 2005 SU141             | 25 de setembre de 2005 | Kitt Peak            | Spacewatch        |
| 261036 | 2005 SF142             | 25 de setembre de 2005 | Kitt Peak            | Spacewatch        |
| 261037 | 2005 SR143             | 25 de setembre de 2005 | Kitt Peak            | Spacewatch        |
| 261038 | 2005 SV146             | 25 de setembre de 2005 | Kitt Peak            | Spacewatch        |
| 261039 | 2005 SZ146             | 25 de setembre de 2005 | Kitt Peak            | Spacewatch        |
| 261040 | 2005 SJ147             | 25 de setembre de 2005 | Kitt Peak            | Spacewatch        |
| 261041 | 2005 SN148             | 25 de setembre de 2005 | Kitt Peak            | Spacewatch        |
| 261042 | 2005 SS149             | 25 de setembre de 2005 | Kitt Peak            | Spacewatch        |
| 261043 | 2005 SZ150             | 25 de setembre de 2005 | Kitt Peak            | Spacewatch        |
| 261044 | 2005 SB154             | 26 de setembre de 2005 | Kitt Peak            | Spacewatch        |
| 261045 | 2005 SB155             | 26 de setembre de 2005 | Kitt Peak            | Spacewatch        |
| 261046 | 2005 ST156             | 26 de setembre de 2005 | Kitt Peak            | Spacewatch        |
| 261047 | 2005 SC157             | 26 de setembre de 2005 | Kitt Peak            | Spacewatch        |
| 261048 | 2005 SZ157             | 26 de setembre de 2005 | Kitt Peak            | Spacewatch        |
| 261049 | 2005 SY165             | 28 de setembre de 2005 | Palomar              | NEAT              |
| 261050 | 2005 SP169             | 29 de setembre de 2005 | Kitt Peak            | Spacewatch        |
| 261051 | 2005 SF173             | 29 de setembre de 2005 | Kitt Peak            | Spacewatch        |
| 261052 | 2005 SW173             | 29 de setembre de 2005 | Anderson Mesa        | LONEOS            |
| 261053 | 2005 SM177             | 29 de setembre de 2005 | Kitt Peak            | Spacewatch        |
| 261054 | 2005 SW177             | 29 de setembre de 2005 | Kitt Peak            | Spacewatch        |
| 261055 | 2005 ST178             | 29 de setembre de 2005 | Anderson Mesa        | LONEOS            |
| 261056 | 2005 SL180             | 29 de setembre de 2005 | Mount Lemmon         | Mt. Lemmon Survey |
| 261057 | 2005 SS180             | 29 de setembre de 2005 | Mount Lemmon         | Mt. Lemmon Survey |
| 261058 | 2005 SH181             | 29 de setembre de 2005 | Kitt Peak            | Spacewatch        |
| 261059 | 2005 SJ181             | 29 de setembre de 2005 | Kitt Peak            | Spacewatch        |
| 261060 | 2005 ST185             | 29 de setembre de 2005 | Mount Lemmon         | Mt. Lemmon Survey |
| 261061 | 2005 SC187             | 29 de setembre de 2005 | Palomar              | NEAT              |
| 261062 | 2005 SV188             | 29 de setembre de 2005 | Mount Lemmon         | Mt. Lemmon Survey |
| 261063 | 2005 SA189             | 29 de setembre de 2005 | Anderson Mesa        | LONEOS            |
| 261064 | 2005 SD189             | 29 de setembre de 2005 | Mount Lemmon         | Mt. Lemmon Survey |
| 261065 | 2005 SP190             | 29 de setembre de 2005 | Anderson Mesa        | LONEOS            |
| 261066 | 2005 SM191             | 29 de setembre de 2005 | Palomar              | NEAT              |
| 261067 | 2005 SL200             | 30 de setembre de 2005 | Kitt Peak            | Spacewatch        |
| 261068 | 2005 SA201             | 30 de setembre de 2005 | Kitt Peak            | Spacewatch        |
| 261069 | 2005 SY202             | 30 de setembre de 2005 | Palomar              | NEAT              |
| 261070 | 2005 SX204             | 30 de setembre de 2005 | Anderson Mesa        | LONEOS            |
| 261071 | 2005 SZ206             | 30 de setembre de 2005 | Mount Lemmon         | Mt. Lemmon Survey |
| 261072 | 2005 SX207             | 30 de setembre de 2005 | Catalina             | CSS               |
| 261073 | 2005 SJ208             | 30 de setembre de 2005 | Kitt Peak            | Spacewatch        |
| 261074 | 2005 SK209             | 30 de setembre de 2005 | Palomar              | NEAT              |
| 261075 | 2005 SM211             | 30 de setembre de 2005 | Mount Lemmon         | Mt. Lemmon Survey |
| 261076 | 2005 SC214             | 30 de setembre de 2005 | Anderson Mesa        | LONEOS            |
| 261077 | 2005 SQ214             | 30 de setembre de 2005 | Catalina             | CSS               |
| 261078 | 2005 SF217             | 30 de setembre de 2005 | Mount Lemmon         | Mt. Lemmon Survey |
| 261079 | 2005 SN219             | 30 de setembre de 2005 | Mount Lemmon         | Mt. Lemmon Survey |
| 261080 | 2005 SJ220             | 29 de setembre de 2005 | Catalina             | CSS               |
| 261081 | 2005 SH225             | 29 de setembre de 2005 | Palomar              | NEAT              |
| 261082 | 2005 SP226             | 30 de setembre de 2005 | Kitt Peak            | Spacewatch        |
| 261083 | 2005 SK227             | 30 de setembre de 2005 | Kitt Peak            | Spacewatch        |
| 261084 | 2005 ST232             | 30 de setembre de 2005 | Mount Lemmon         | Mt. Lemmon Survey |
| 261085 | 2005 SB234             | 29 de setembre de 2005 | Kitt Peak            | Spacewatch        |
| 261086 | 2005 SD235             | 29 de setembre de 2005 | Mount Lemmon         | Mt. Lemmon Survey |
| 261087 | 2005 SN240             | 30 de setembre de 2005 | Kitt Peak            | Spacewatch        |
| 261088 | 2005 SY243             | 30 de setembre de 2005 | Mount Lemmon         | Mt. Lemmon Survey |
| 261089 | 2005 SK244             | 30 de setembre de 2005 | Mount Lemmon         | Mt. Lemmon Survey |
| 261090 | 2005 SL246             | 30 de setembre de 2005 | Kitt Peak            | Spacewatch        |
| 261091 | 2005 SW246             | 30 de setembre de 2005 | Kitt Peak            | Spacewatch        |
| 261092 | 2005 SH251             | 24 de setembre de 2005 | Palomar              | NEAT              |
| 261093 | 2005 ST251             | 24 de setembre de 2005 | Palomar              | NEAT              |
| 261094 | 2005 SC252             | 24 de setembre de 2005 | Palomar              | NEAT              |
| 261095 | 2005 SD255             | 22 de setembre de 2005 | Palomar              | NEAT              |
| 261096 | 2005 ST259             | 25 de setembre de 2005 | Catalina             | CSS               |
| 261097 | 2005 SE261             | 26 de setembre de 2005 | Palomar              | NEAT              |
| 261098 | 2005 SN262             | 23 de setembre de 2005 | Catalina             | CSS               |
| 261099 | 2005 SP262             | 23 de setembre de 2005 | Catalina             | CSS               |
| 261100 | 2005 SO267             | 30 de setembre de 2005 | Kitt Peak            | Spacewatch        |

## 261101-261200
| Nom    | Designació provisional | Data de descobriment   | Lloc de descobriment | Descobridor/s             |
| ------ | ---------------------- | ---------------------- | -------------------- | ------------------------- |
| 261101 | 2005 SU271             | 26 de setembre de 2005 | Palomar              | NEAT                      |
| 261102 | 2005 SW272             | 30 de setembre de 2005 | Anderson Mesa        | LONEOS                    |
| 261103 | 2005 SB275             | 30 de setembre de 2005 | Anderson Mesa        | LONEOS                    |
| 261104 | 2005 SN278             | 25 de setembre de 2005 | Kitt Peak            | Spacewatch                |
| 261105 | 2005 SW279             | 23 de setembre de 2005 | Catalina             | CSS                       |
| 261106 | 2005 SB281             | 29 de setembre de 2005 | Kitt Peak            | Spacewatch                |
| 261107 | 2005 SW282             | 21 de setembre de 2005 | Apache Point         | A. C. Becker              |
| 261108 | 2005 SZ283             | 24 de setembre de 2005 | Apache Point         | A. C. Becker              |
| 261109 | 2005 SN284             | 25 de setembre de 2005 | Apache Point         | A. C. Becker              |
| 261110 | 2005 SE285             | 25 de setembre de 2005 | Apache Point         | A. C. Becker              |
| 261111 | 2005 SQ286             | 26 de setembre de 2005 | Apache Point         | A. C. Becker              |
| 261112 | 2005 SM291             | 23 de setembre de 2005 | Kitt Peak            | Spacewatch                |
| 261113 | 2005 SJ292             | 29 de setembre de 2005 | Kitt Peak            | Spacewatch                |
| 261114 | 2005 TO2               | 1 d'octubre de 2005    | Catalina             | CSS                       |
| 261115 | 2005 TS3               | 1 d'octubre de 2005    | Anderson Mesa        | LONEOS                    |
| 261116 | 2005 TQ5               | 1 d'octubre de 2005    | Catalina             | CSS                       |
| 261117 | 2005 TS6               | 1 d'octubre de 2005    | Catalina             | CSS                       |
| 261118 | 2005 TX9               | 2 d'octubre de 2005    | Palomar              | NEAT                      |
| 261119 | 2005 TX10              | 2 d'octubre de 2005    | Mount Lemmon         | Mt. Lemmon Survey         |
| 261120 | 2005 TJ11              | 1 d'octubre de 2005    | Kitt Peak            | Spacewatch                |
| 261121 | 2005 TC13              | 2 d'octubre de 2005    | Mount Lemmon         | Mt. Lemmon Survey         |
| 261122 | 2005 TC18              | 1 d'octubre de 2005    | Socorro              | LINEAR                    |
| 261123 | 2005 TP18              | 1 d'octubre de 2005    | Socorro              | LINEAR                    |
| 261124 | 2005 TR18              | 1 d'octubre de 2005    | Catalina             | CSS                       |
| 261125 | 2005 TG21              | 1 d'octubre de 2005    | Kitt Peak            | Spacewatch                |
| 261126 | 2005 TS23              | 1 d'octubre de 2005    | Catalina             | CSS                       |
| 261127 | 2005 TM26              | 1 d'octubre de 2005    | Mount Lemmon         | Mt. Lemmon Survey         |
| 261128 | 2005 TR27              | 1 d'octubre de 2005    | Catalina             | CSS                       |
| 261129 | 2005 TV27              | 1 d'octubre de 2005    | Catalina             | CSS                       |
| 261130 | 2005 TG30              | 4 d'octubre de 2005    | Palomar              | NEAT                      |
| 261131 | 2005 TE33              | 1 d'octubre de 2005    | Kitt Peak            | Spacewatch                |
| 261132 | 2005 TO34              | 1 d'octubre de 2005    | Kitt Peak            | Spacewatch                |
| 261133 | 2005 TB47              | 3 d'octubre de 2005    | Catalina             | CSS                       |
| 261134 | 2005 TS47              | 5 d'octubre de 2005    | Bergisch Gladbac     | W. Bickel                 |
| 261135 | 2005 TB51              | 2 d'octubre de 2005    | Kitt Peak            | Spacewatch                |
| 261136 | 2005 TK52              | 8 d'octubre de 2005    | Moletai              | K. Cernis, J. Zdanavicius |
| 261137 | 2005 TZ55              | 6 d'octubre de 2005    | Anderson Mesa        | LONEOS                    |
| 261138 | 2005 TQ57              | 1 d'octubre de 2005    | Mount Lemmon         | Mt. Lemmon Survey         |
| 261139 | 2005 TZ57              | 1 d'octubre de 2005    | Mount Lemmon         | Mt. Lemmon Survey         |
| 261140 | 2005 TM61              | 3 d'octubre de 2005    | Catalina             | CSS                       |
| 261141 | 2005 TL63              | 5 d'octubre de 2005    | Goodricke-Pigott     | R. A. Tucker              |
| 261142 | 2005 TK70              | 6 d'octubre de 2005    | Mount Lemmon         | Mt. Lemmon Survey         |
| 261143 | 2005 TY72              | 5 d'octubre de 2005    | Catalina             | CSS                       |
| 261144 | 2005 TD73              | 5 d'octubre de 2005    | Catalina             | CSS                       |
| 261145 | 2005 TC76              | 5 d'octubre de 2005    | Catalina             | CSS                       |
| 261146 | 2005 TK76              | 5 d'octubre de 2005    | Catalina             | CSS                       |
| 261147 | 2005 TQ76              | 5 d'octubre de 2005    | Catalina             | CSS                       |
| 261148 | 2005 TX76              | 5 d'octubre de 2005    | Catalina             | CSS                       |
| 261149 | 2005 TM79              | 8 d'octubre de 2005    | Catalina             | CSS                       |
| 261150 | 2005 TN79              | 8 d'octubre de 2005    | Anderson Mesa        | LONEOS                    |
| 261151 | 2005 TH80              | 3 d'octubre de 2005    | Kitt Peak            | Spacewatch                |
| 261152 | 2005 TU81              | 3 d'octubre de 2005    | Kitt Peak            | Spacewatch                |
| 261153 | 2005 TN82              | 3 d'octubre de 2005    | Kitt Peak            | Spacewatch                |
| 261154 | 2005 TM86              | 5 d'octubre de 2005    | Kitt Peak            | Spacewatch                |
| 261155 | 2005 TK87              | 5 d'octubre de 2005    | Kitt Peak            | Spacewatch                |
| 261156 | 2005 TS90              | 6 d'octubre de 2005    | Mount Lemmon         | Mt. Lemmon Survey         |
| 261157 | 2005 TU91              | 6 d'octubre de 2005    | Catalina             | CSS                       |
| 261158 | 2005 TU92              | 6 d'octubre de 2005    | Kitt Peak            | Spacewatch                |
| 261159 | 2005 TK96              | 6 d'octubre de 2005    | Mount Lemmon         | Mt. Lemmon Survey         |
| 261160 | 2005 TV99              | 7 d'octubre de 2005    | Socorro              | LINEAR                    |
| 261161 | 2005 TT100             | 7 d'octubre de 2005    | Kitt Peak            | Spacewatch                |
| 261162 | 2005 TY100             | 7 d'octubre de 2005    | Kitt Peak            | Spacewatch                |
| 261163 | 2005 TK101             | 7 d'octubre de 2005    | Catalina             | CSS                       |
| 261164 | 2005 TJ102             | 7 d'octubre de 2005    | Mount Lemmon         | Mt. Lemmon Survey         |
| 261165 | 2005 TW102             | 7 d'octubre de 2005    | Mount Lemmon         | Mt. Lemmon Survey         |
| 261166 | 2005 TJ103             | 8 d'octubre de 2005    | Bergisch Gladbac     | W. Bickel                 |
| 261167 | 2005 TS104             | 8 d'octubre de 2005    | Catalina             | CSS                       |
| 261168 | 2005 TZ104             | 8 d'octubre de 2005    | Socorro              | LINEAR                    |
| 261169 | 2005 TK108             | 7 d'octubre de 2005    | Kitt Peak            | Spacewatch                |
| 261170 | 2005 TG112             | 7 d'octubre de 2005    | Kitt Peak            | Spacewatch                |
| 261171 | 2005 TQ113             | 7 d'octubre de 2005    | Kitt Peak            | Spacewatch                |
| 261172 | 2005 TT113             | 7 d'octubre de 2005    | Kitt Peak            | Spacewatch                |
| 261173 | 2005 TH114             | 7 d'octubre de 2005    | Kitt Peak            | Spacewatch                |
| 261174 | 2005 TX114             | 7 d'octubre de 2005    | Kitt Peak            | Spacewatch                |
| 261175 | 2005 TY124             | 7 d'octubre de 2005    | Kitt Peak            | Spacewatch                |
| 261176 | 2005 TX126             | 7 d'octubre de 2005    | Kitt Peak            | Spacewatch                |
| 261177 | 2005 TD127             | 7 d'octubre de 2005    | Kitt Peak            | Spacewatch                |
| 261178 | 2005 TF128             | 7 d'octubre de 2005    | Kitt Peak            | Spacewatch                |
| 261179 | 2005 TC130             | 7 d'octubre de 2005    | Kitt Peak            | Spacewatch                |
| 261180 | 2005 TR130             | 7 d'octubre de 2005    | Kitt Peak            | Spacewatch                |
| 261181 | 2005 TY130             | 7 d'octubre de 2005    | Kitt Peak            | Spacewatch                |
| 261182 | 2005 TS131             | 7 d'octubre de 2005    | Kitt Peak            | Spacewatch                |
| 261183 | 2005 TL135             | 6 d'octubre de 2005    | Kitt Peak            | Spacewatch                |
| 261184 | 2005 TN135             | 6 d'octubre de 2005    | Kitt Peak            | Spacewatch                |
| 261185 | 2005 TT136             | 6 d'octubre de 2005    | Kitt Peak            | Spacewatch                |
| 261186 | 2005 TX136             | 6 d'octubre de 2005    | Kitt Peak            | Spacewatch                |
| 261187 | 2005 TS138             | 8 d'octubre de 2005    | Kitt Peak            | Spacewatch                |
| 261188 | 2005 TL139             | 8 d'octubre de 2005    | Kitt Peak            | Spacewatch                |
| 261189 | 2005 TY141             | 8 d'octubre de 2005    | Kitt Peak            | Spacewatch                |
| 261190 | 2005 TT144             | 8 d'octubre de 2005    | Kitt Peak            | Spacewatch                |
| 261191 | 2005 TN149             | 8 d'octubre de 2005    | Kitt Peak            | Spacewatch                |
| 261192 | 2005 TW150             | 8 d'octubre de 2005    | Kitt Peak            | Spacewatch                |
| 261193 | 2005 TD152             | 11 d'octubre de 2005   | Kitt Peak            | Spacewatch                |
| 261194 | 2005 TQ154             | 9 d'octubre de 2005    | Kitt Peak            | Spacewatch                |
| 261195 | 2005 TT156             | 9 d'octubre de 2005    | Kitt Peak            | Spacewatch                |
| 261196 | 2005 TV159             | 9 d'octubre de 2005    | Kitt Peak            | Spacewatch                |
| 261197 | 2005 TJ161             | 9 d'octubre de 2005    | Kitt Peak            | Spacewatch                |
| 261198 | 2005 TH162             | 9 d'octubre de 2005    | Kitt Peak            | Spacewatch                |
| 261199 | 2005 TV164             | 9 d'octubre de 2005    | Kitt Peak            | Spacewatch                |
| 261200 | 2005 TK165             | 9 d'octubre de 2005    | Kitt Peak            | Spacewatch                |

## 261201-261300
| Nom              | Designació provisional | Data de descobriment | Lloc de descobriment | Descobridor/s     |
| ---------------- | ---------------------- | -------------------- | -------------------- | ----------------- |
| 261201           | 2005 TH167             | 9 d'octubre de 2005  | Kitt Peak            | Spacewatch        |
| 261202           | 2005 TZ169             | 10 d'octubre de 2005 | Catalina             | CSS               |
| 261203           | 2005 TJ171             | 10 d'octubre de 2005 | Anderson Mesa        | LONEOS            |
| 261204           | 2005 TO171             | 10 d'octubre de 2005 | Catalina             | CSS               |
| 261205           | 2005 TO178             | 1 d'octubre de 2005  | Mount Lemmon         | Mt. Lemmon Survey |
| 261206           | 2005 TB182             | 2 d'octubre de 2005  | Mount Lemmon         | Mt. Lemmon Survey |
| 261207           | 2005 TV185             | 6 d'octubre de 2005  | Mount Lemmon         | Mt. Lemmon Survey |
| 261208           | 2005 TR187             | 7 d'octubre de 2005  | Socorro              | LINEAR            |
| 261209           | 2005 TA189             | 13 d'octubre de 2005 | Kitt Peak            | Spacewatch        |
| 261210           | 2005 TF191             | 1 d'octubre de 2005  | Anderson Mesa        | LONEOS            |
| 261211           | 2005 TQ194             | 9 d'octubre de 2005  | Kitt Peak            | Spacewatch        |
| 261212           | 2005 TY194             | 3 d'octubre de 2005  | Catalina             | CSS               |
| 261213           | 2005 UR4               | 26 d'octubre de 2005 | Socorro              | LINEAR            |
| 261214           | 2005 UO7               | 26 d'octubre de 2005 | Ottmarsheim          | C. Rinner         |
| 261215           | 2005 UJ19              | 22 d'octubre de 2005 | Catalina             | CSS               |
| 261216           | 2005 UT19              | 22 d'octubre de 2005 | Kitt Peak            | Spacewatch        |
| 261217           | 2005 UF22              | 23 d'octubre de 2005 | Kitt Peak            | Spacewatch        |
| 261218           | 2005 UL22              | 23 d'octubre de 2005 | Kitt Peak            | Spacewatch        |
| 261219           | 2005 UN24              | 23 d'octubre de 2005 | Kitt Peak            | Spacewatch        |
| 261220           | 2005 UA25              | 23 d'octubre de 2005 | Kitt Peak            | Spacewatch        |
| 261221           | 2005 UN25              | 23 d'octubre de 2005 | Kitt Peak            | Spacewatch        |
| 261222           | 2005 UF26              | 23 d'octubre de 2005 | Kitt Peak            | Spacewatch        |
| 261223           | 2005 UO26              | 23 d'octubre de 2005 | Kitt Peak            | Spacewatch        |
| 261224           | 2005 UZ26              | 23 d'octubre de 2005 | Catalina             | CSS               |
| 261225           | 2005 UU27              | 23 d'octubre de 2005 | Catalina             | CSS               |
| 261226           | 2005 UQ30              | 24 d'octubre de 2005 | Kitt Peak            | Spacewatch        |
| 261227           | 2005 UV30              | 24 d'octubre de 2005 | Kitt Peak            | Spacewatch        |
| 261228           | 2005 UY32              | 24 d'octubre de 2005 | Kitt Peak            | Spacewatch        |
| 261229           | 2005 UF35              | 24 d'octubre de 2005 | Kitt Peak            | Spacewatch        |
| 261230           | 2005 UA37              | 24 d'octubre de 2005 | Kitt Peak            | Spacewatch        |
| 261231           | 2005 UH37              | 24 d'octubre de 2005 | Kitt Peak            | Spacewatch        |
| 261232           | 2005 UE39              | 24 d'octubre de 2005 | Kitt Peak            | Spacewatch        |
| 261233           | 2005 UZ39              | 24 d'octubre de 2005 | Kitt Peak            | Spacewatch        |
| 261234           | 2005 UY43              | 22 d'octubre de 2005 | Catalina             | CSS               |
| 261235           | 2005 UC46              | 22 d'octubre de 2005 | Kitt Peak            | Spacewatch        |
| 261236           | 2005 UK47              | 22 d'octubre de 2005 | Kitt Peak            | Spacewatch        |
| 261237           | 2005 UZ48              | 23 d'octubre de 2005 | Catalina             | CSS               |
| 261238           | 2005 UU49              | 23 d'octubre de 2005 | Catalina             | CSS               |
| 261239           | 2005 UG50              | 23 d'octubre de 2005 | Catalina             | CSS               |
| 261240           | 2005 UP51              | 23 d'octubre de 2005 | Catalina             | CSS               |
| 261241           | 2005 UU51              | 23 d'octubre de 2005 | Catalina             | CSS               |
| 261242           | 2005 UV52              | 23 d'octubre de 2005 | Catalina             | CSS               |
| 261243           | 2005 UX52              | 23 d'octubre de 2005 | Catalina             | CSS               |
| 261244           | 2005 UB54              | 23 d'octubre de 2005 | Catalina             | CSS               |
| 261245           | 2005 UL59              | 25 d'octubre de 2005 | Kitt Peak            | Spacewatch        |
| 261246           | 2005 UA60              | 25 d'octubre de 2005 | Anderson Mesa        | LONEOS            |
| 261247           | 2005 UZ63              | 25 d'octubre de 2005 | Mount Lemmon         | Mt. Lemmon Survey |
| 261248           | 2005 UT67              | 22 d'octubre de 2005 | Palomar              | NEAT              |
| 261249           | 2005 UR72              | 23 d'octubre de 2005 | Palomar              | NEAT              |
| 261250           | 2005 UP75              | 24 d'octubre de 2005 | Palomar              | NEAT              |
| 261251           | 2005 UW80              | 25 d'octubre de 2005 | Catalina             | CSS               |
| 261252           | 2005 UW81              | 22 d'octubre de 2005 | Kitt Peak            | Spacewatch        |
| 261253           | 2005 UW82              | 22 d'octubre de 2005 | Kitt Peak            | Spacewatch        |
| 261254           | 2005 UG83              | 22 d'octubre de 2005 | Kitt Peak            | Spacewatch        |
| 261255           | 2005 UA85              | 22 d'octubre de 2005 | Kitt Peak            | Spacewatch        |
| 261256           | 2005 UF86              | 22 d'octubre de 2005 | Kitt Peak            | Spacewatch        |
| 261257           | 2005 UO86              | 22 d'octubre de 2005 | Kitt Peak            | Spacewatch        |
| 261258           | 2005 UA87              | 22 d'octubre de 2005 | Kitt Peak            | Spacewatch        |
| 261259           | 2005 UK88              | 22 d'octubre de 2005 | Kitt Peak            | Spacewatch        |
| 261260           | 2005 UL91              | 22 d'octubre de 2005 | Kitt Peak            | Spacewatch        |
| 261261           | 2005 UT94              | 22 d'octubre de 2005 | Kitt Peak            | Spacewatch        |
| 261262           | 2005 UE98              | 22 d'octubre de 2005 | Kitt Peak            | Spacewatch        |
| 261263           | 2005 UT98              | 22 d'octubre de 2005 | Kitt Peak            | Spacewatch        |
| 261264           | 2005 UT101             | 22 d'octubre de 2005 | Kitt Peak            | Spacewatch        |
| 261265           | 2005 UJ105             | 22 d'octubre de 2005 | Kitt Peak            | Spacewatch        |
| 261266           | 2005 UN105             | 22 d'octubre de 2005 | Kitt Peak            | Spacewatch        |
| 261267           | 2005 UC107             | 22 d'octubre de 2005 | Kitt Peak            | Spacewatch        |
| 261268           | 2005 UZ107             | 22 d'octubre de 2005 | Kitt Peak            | Spacewatch        |
| 261269           | 2005 UE113             | 22 d'octubre de 2005 | Kitt Peak            | Spacewatch        |
| 261270           | 2005 UB115             | 22 d'octubre de 2005 | Palomar              | NEAT              |
| 261271           | 2005 UQ120             | 24 d'octubre de 2005 | Kitt Peak            | Spacewatch        |
| 261272           | 2005 UR124             | 24 d'octubre de 2005 | Kitt Peak            | Spacewatch        |
| 261273           | 2005 UX125             | 24 d'octubre de 2005 | Kitt Peak            | Spacewatch        |
| 261274           | 2005 UJ129             | 24 d'octubre de 2005 | Kitt Peak            | Spacewatch        |
| 261275           | 2005 UY130             | 24 d'octubre de 2005 | Kitt Peak            | Spacewatch        |
| 261276           | 2005 UT131             | 24 d'octubre de 2005 | Palomar              | NEAT              |
| 261277           | 2005 UN133             | 25 d'octubre de 2005 | Mount Lemmon         | Mt. Lemmon Survey |
| 261278           | 2005 UA134             | 25 d'octubre de 2005 | Kitt Peak            | Spacewatch        |
| 261279           | 2005 UK135             | 25 d'octubre de 2005 | Kitt Peak            | Spacewatch        |
| 261280           | 2005 UR135             | 25 d'octubre de 2005 | Mount Lemmon         | Mt. Lemmon Survey |
| 261281           | 2005 UL142             | 25 d'octubre de 2005 | Catalina             | CSS               |
| 261282           | 2005 UF143             | 25 d'octubre de 2005 | Mount Lemmon         | Mt. Lemmon Survey |
| 261283           | 2005 UV145             | 26 d'octubre de 2005 | Kitt Peak            | Spacewatch        |
| 261284           | 2005 UO146             | 26 d'octubre de 2005 | Kitt Peak            | Spacewatch        |
| 261285           | 2005 UE149             | 26 d'octubre de 2005 | Kitt Peak            | Spacewatch        |
| 261286           | 2005 UO149             | 26 d'octubre de 2005 | Kitt Peak            | Spacewatch        |
| 261287           | 2005 UF153             | 26 d'octubre de 2005 | Kitt Peak            | Spacewatch        |
| 261288           | 2005 UG153             | 26 d'octubre de 2005 | Kitt Peak            | Spacewatch        |
| 261289           | 2005 UU153             | 26 d'octubre de 2005 | Kitt Peak            | Spacewatch        |
| 261290           | 2005 UA156             | 26 d'octubre de 2005 | Palomar              | NEAT              |
| 261291 Fucecchio | 2005 UC159             | 31 d'octubre de 2005 | Andrushivka          | Andrushivka       |
| 261292           | 2005 UD162             | 27 d'octubre de 2005 | Socorro              | LINEAR            |
| 261293           | 2005 UG162             | 27 d'octubre de 2005 | Socorro              | LINEAR            |
| 261294           | 2005 UV170             | 24 d'octubre de 2005 | Kitt Peak            | Spacewatch        |
| 261295           | 2005 UK173             | 24 d'octubre de 2005 | Kitt Peak            | Spacewatch        |
| 261296           | 2005 UF177             | 24 d'octubre de 2005 | Kitt Peak            | Spacewatch        |
| 261297           | 2005 UR177             | 24 d'octubre de 2005 | Kitt Peak            | Spacewatch        |
| 261298           | 2005 UP180             | 24 d'octubre de 2005 | Kitt Peak            | Spacewatch        |
| 261299           | 2005 UK181             | 24 d'octubre de 2005 | Kitt Peak            | Spacewatch        |
| 261300           | 2005 UN181             | 24 d'octubre de 2005 | Kitt Peak            | Spacewatch        |

## 261301-261400
| Nom    | Designació provisional | Data de descobriment | Lloc de descobriment | Descobridor/s     |
| ------ | ---------------------- | -------------------- | -------------------- | ----------------- |
| 261301 | 2005 UX181             | 24 d'octubre de 2005 | Kitt Peak            | Spacewatch        |
| 261302 | 2005 UV182             | 24 d'octubre de 2005 | Kitt Peak            | Spacewatch        |
| 261303 | 2005 UZ182             | 24 d'octubre de 2005 | Kitt Peak            | Spacewatch        |
| 261304 | 2005 UJ185             | 25 d'octubre de 2005 | Mount Lemmon         | Mt. Lemmon Survey |
| 261305 | 2005 US193             | 22 d'octubre de 2005 | Kitt Peak            | Spacewatch        |
| 261306 | 2005 UJ196             | 24 d'octubre de 2005 | Kitt Peak            | Spacewatch        |
| 261307 | 2005 UN196             | 24 d'octubre de 2005 | Kitt Peak            | Spacewatch        |
| 261308 | 2005 UZ197             | 25 d'octubre de 2005 | Kitt Peak            | Spacewatch        |
| 261309 | 2005 UJ200             | 25 d'octubre de 2005 | Kitt Peak            | Spacewatch        |
| 261310 | 2005 UM200             | 25 d'octubre de 2005 | Kitt Peak            | Spacewatch        |
| 261311 | 2005 UQ202             | 25 d'octubre de 2005 | Kitt Peak            | Spacewatch        |
| 261312 | 2005 UR203             | 25 d'octubre de 2005 | Mount Lemmon         | Mt. Lemmon Survey |
| 261313 | 2005 UV203             | 25 d'octubre de 2005 | Mount Lemmon         | Mt. Lemmon Survey |
| 261314 | 2005 UA204             | 25 d'octubre de 2005 | Mount Lemmon         | Mt. Lemmon Survey |
| 261315 | 2005 UN204             | 25 d'octubre de 2005 | Mount Lemmon         | Mt. Lemmon Survey |
| 261316 | 2005 UA205             | 26 d'octubre de 2005 | Mount Lemmon         | Mt. Lemmon Survey |
| 261317 | 2005 UB205             | 26 d'octubre de 2005 | Mount Lemmon         | Mt. Lemmon Survey |
| 261318 | 2005 UC208             | 27 d'octubre de 2005 | Kitt Peak            | Spacewatch        |
| 261319 | 2005 UW211             | 27 d'octubre de 2005 | Kitt Peak            | Spacewatch        |
| 261320 | 2005 UX214             | 27 d'octubre de 2005 | Palomar              | NEAT              |
| 261321 | 2005 UH217             | 27 d'octubre de 2005 | Catalina             | CSS               |
| 261322 | 2005 UQ218             | 25 d'octubre de 2005 | Kitt Peak            | Spacewatch        |
| 261323 | 2005 UR220             | 25 d'octubre de 2005 | Kitt Peak            | Spacewatch        |
| 261324 | 2005 UX220             | 25 d'octubre de 2005 | Kitt Peak            | Spacewatch        |
| 261325 | 2005 UN223             | 25 d'octubre de 2005 | Kitt Peak            | Spacewatch        |
| 261326 | 2005 UX230             | 25 d'octubre de 2005 | Mount Lemmon         | Mt. Lemmon Survey |
| 261327 | 2005 UR231             | 25 d'octubre de 2005 | Mount Lemmon         | Mt. Lemmon Survey |
| 261328 | 2005 UO232             | 25 d'octubre de 2005 | Mount Lemmon         | Mt. Lemmon Survey |
| 261329 | 2005 UD240             | 25 d'octubre de 2005 | Kitt Peak            | Spacewatch        |
| 261330 | 2005 UU240             | 25 d'octubre de 2005 | Kitt Peak            | Spacewatch        |
| 261331 | 2005 UL242             | 25 d'octubre de 2005 | Kitt Peak            | Spacewatch        |
| 261332 | 2005 UP244             | 25 d'octubre de 2005 | Kitt Peak            | Spacewatch        |
| 261333 | 2005 UJ246             | 27 d'octubre de 2005 | Kitt Peak            | Spacewatch        |
| 261334 | 2005 US246             | 27 d'octubre de 2005 | Mount Lemmon         | Mt. Lemmon Survey |
| 261335 | 2005 UQ247             | 28 d'octubre de 2005 | Mount Lemmon         | Mt. Lemmon Survey |
| 261336 | 2005 UC250             | 23 d'octubre de 2005 | Palomar              | NEAT              |
| 261337 | 2005 UR252             | 26 d'octubre de 2005 | Kitt Peak            | Spacewatch        |
| 261338 | 2005 UB255             | 24 d'octubre de 2005 | Kitt Peak            | Spacewatch        |
| 261339 | 2005 UX256             | 25 d'octubre de 2005 | Kitt Peak            | Spacewatch        |
| 261340 | 2005 UN260             | 25 d'octubre de 2005 | Kitt Peak            | Spacewatch        |
| 261341 | 2005 UC261             | 25 d'octubre de 2005 | Mount Lemmon         | Mt. Lemmon Survey |
| 261342 | 2005 UE265             | 27 d'octubre de 2005 | Kitt Peak            | Spacewatch        |
| 261343 | 2005 UP265             | 27 d'octubre de 2005 | Kitt Peak            | Spacewatch        |
| 261344 | 2005 UT265             | 27 d'octubre de 2005 | Kitt Peak            | Spacewatch        |
| 261345 | 2005 UB275             | 23 d'octubre de 2005 | Palomar              | NEAT              |
| 261346 | 2005 UO276             | 24 d'octubre de 2005 | Kitt Peak            | Spacewatch        |
| 261347 | 2005 UP276             | 24 d'octubre de 2005 | Kitt Peak            | Spacewatch        |
| 261348 | 2005 UA280             | 24 d'octubre de 2005 | Kitt Peak            | Spacewatch        |
| 261349 | 2005 UY283             | 26 d'octubre de 2005 | Kitt Peak            | Spacewatch        |
| 261350 | 2005 UF285             | 26 d'octubre de 2005 | Kitt Peak            | Spacewatch        |
| 261351 | 2005 UB289             | 26 d'octubre de 2005 | Kitt Peak            | Spacewatch        |
| 261352 | 2005 UZ289             | 26 d'octubre de 2005 | Kitt Peak            | Spacewatch        |
| 261353 | 2005 UK290             | 26 d'octubre de 2005 | Kitt Peak            | Spacewatch        |
| 261354 | 2005 UC292             | 26 d'octubre de 2005 | Kitt Peak            | Spacewatch        |
| 261355 | 2005 UY294             | 26 d'octubre de 2005 | Kitt Peak            | Spacewatch        |
| 261356 | 2005 UV304             | 26 d'octubre de 2005 | Kitt Peak            | Spacewatch        |
| 261357 | 2005 US312             | 29 d'octubre de 2005 | Catalina             | CSS               |
| 261358 | 2005 UP313             | 27 d'octubre de 2005 | Socorro              | LINEAR            |
| 261359 | 2005 UE314             | 28 d'octubre de 2005 | Catalina             | CSS               |
| 261360 | 2005 UU315             | 25 d'octubre de 2005 | Kitt Peak            | Spacewatch        |
| 261361 | 2005 UF319             | 27 d'octubre de 2005 | Kitt Peak            | Spacewatch        |
| 261362 | 2005 UQ319             | 27 d'octubre de 2005 | Kitt Peak            | Spacewatch        |
| 261363 | 2005 UW324             | 29 d'octubre de 2005 | Mount Lemmon         | Mt. Lemmon Survey |
| 261364 | 2005 UC327             | 29 d'octubre de 2005 | Catalina             | CSS               |
| 261365 | 2005 UL329             | 28 d'octubre de 2005 | Mount Lemmon         | Mt. Lemmon Survey |
| 261366 | 2005 UY329             | 28 d'octubre de 2005 | Kitt Peak            | Spacewatch        |
| 261367 | 2005 UN337             | 31 d'octubre de 2005 | Kitt Peak            | Spacewatch        |
| 261368 | 2005 UX341             | 31 d'octubre de 2005 | Mount Lemmon         | Mt. Lemmon Survey |
| 261369 | 2005 UZ341             | 31 d'octubre de 2005 | Mount Lemmon         | Mt. Lemmon Survey |
| 261370 | 2005 UR342             | 28 d'octubre de 2005 | Catalina             | CSS               |
| 261371 | 2005 UU350             | 29 d'octubre de 2005 | Catalina             | CSS               |
| 261372 | 2005 UF353             | 29 d'octubre de 2005 | Catalina             | CSS               |
| 261373 | 2005 UT353             | 29 d'octubre de 2005 | Catalina             | CSS               |
| 261374 | 2005 UA354             | 29 d'octubre de 2005 | Kitt Peak            | Spacewatch        |
| 261375 | 2005 UW356             | 30 d'octubre de 2005 | Mount Lemmon         | Mt. Lemmon Survey |
| 261376 | 2005 UN357             | 30 d'octubre de 2005 | Catalina             | CSS               |
| 261377 | 2005 UJ358             | 24 d'octubre de 2005 | Kitt Peak            | Spacewatch        |
| 261378 | 2005 UH363             | 27 d'octubre de 2005 | Kitt Peak            | Spacewatch        |
| 261379 | 2005 UW366             | 27 d'octubre de 2005 | Kitt Peak            | Spacewatch        |
| 261380 | 2005 UC368             | 27 d'octubre de 2005 | Kitt Peak            | Spacewatch        |
| 261381 | 2005 UP369             | 27 d'octubre de 2005 | Kitt Peak            | Spacewatch        |
| 261382 | 2005 UB370             | 27 d'octubre de 2005 | Kitt Peak            | Spacewatch        |
| 261383 | 2005 UX372             | 27 d'octubre de 2005 | Kitt Peak            | Spacewatch        |
| 261384 | 2005 UR375             | 27 d'octubre de 2005 | Kitt Peak            | Spacewatch        |
| 261385 | 2005 UF387             | 30 d'octubre de 2005 | Mount Lemmon         | Mt. Lemmon Survey |
| 261386 | 2005 UE388             | 26 d'octubre de 2005 | Kitt Peak            | Spacewatch        |
| 261387 | 2005 UF388             | 26 d'octubre de 2005 | Kitt Peak            | Spacewatch        |
| 261388 | 2005 UF395             | 30 d'octubre de 2005 | Mount Lemmon         | Mt. Lemmon Survey |
| 261389 | 2005 UK402             | 28 d'octubre de 2005 | Kitt Peak            | Spacewatch        |
| 261390 | 2005 UR403             | 29 d'octubre de 2005 | Mount Lemmon         | Mt. Lemmon Survey |
| 261391 | 2005 UH404             | 29 d'octubre de 2005 | Mount Lemmon         | Mt. Lemmon Survey |
| 261392 | 2005 UJ413             | 31 d'octubre de 2005 | Kitt Peak            | Spacewatch        |
| 261393 | 2005 UD415             | 25 d'octubre de 2005 | Kitt Peak            | Spacewatch        |
| 261394 | 2005 UF415             | 25 d'octubre de 2005 | Kitt Peak            | Spacewatch        |
| 261395 | 2005 UN438             | 28 d'octubre de 2005 | Kitt Peak            | Spacewatch        |
| 261396 | 2005 US439             | 29 d'octubre de 2005 | Catalina             | CSS               |
| 261397 | 2005 UW439             | 29 d'octubre de 2005 | Catalina             | CSS               |
| 261398 | 2005 UG440             | 29 d'octubre de 2005 | Catalina             | CSS               |
| 261399 | 2005 UR441             | 29 d'octubre de 2005 | Mount Lemmon         | Mt. Lemmon Survey |
| 261400 | 2005 UG445             | 31 d'octubre de 2005 | Socorro              | LINEAR            |

## 261401-261500
| Nom    | Designació provisional | Data de descobriment   | Lloc de descobriment | Descobridor/s        |
| ------ | ---------------------- | ---------------------- | -------------------- | -------------------- |
| 261401 | 2005 UH451             | 27 d'octubre de 2005   | Mount Lemmon         | Mt. Lemmon Survey    |
| 261402 | 2005 UE454             | 23 d'octubre de 2005   | Catalina             | CSS                  |
| 261403 | 2005 UT455             | 29 d'octubre de 2005   | Catalina             | CSS                  |
| 261404 | 2005 UD459             | 31 d'octubre de 2005   | Mount Lemmon         | Mt. Lemmon Survey    |
| 261405 | 2005 UK459             | 27 d'octubre de 2005   | Kitt Peak            | Spacewatch           |
| 261406 | 2005 UP467             | 30 d'octubre de 2005   | Kitt Peak            | Spacewatch           |
| 261407 | 2005 UM476             | 24 d'octubre de 2005   | Kitt Peak            | Spacewatch           |
| 261408 | 2005 US477             | 26 d'octubre de 2005   | Palomar              | NEAT                 |
| 261409 | 2005 UZ477             | 27 d'octubre de 2005   | Kitt Peak            | Spacewatch           |
| 261410 | 2005 UD478             | 27 d'octubre de 2005   | Anderson Mesa        | LONEOS               |
| 261411 | 2005 UD481             | 25 d'octubre de 2005   | Socorro              | LINEAR               |
| 261412 | 2005 UY482             | 22 d'octubre de 2005   | Catalina             | CSS                  |
| 261413 | 2005 UZ482             | 22 d'octubre de 2005   | Catalina             | CSS                  |
| 261414 | 2005 UN483             | 22 d'octubre de 2005   | Catalina             | CSS                  |
| 261415 | 2005 UU486             | 23 d'octubre de 2005   | Catalina             | CSS                  |
| 261416 | 2005 UG487             | 23 d'octubre de 2005   | Catalina             | CSS                  |
| 261417 | 2005 UJ489             | 23 d'octubre de 2005   | Catalina             | CSS                  |
| 261418 | 2005 UJ490             | 23 d'octubre de 2005   | Catalina             | CSS                  |
| 261419 | 2005 UM494             | 25 d'octubre de 2005   | Catalina             | CSS                  |
| 261420 | 2005 UJ498             | 27 d'octubre de 2005   | Catalina             | CSS                  |
| 261421 | 2005 UK499             | 27 d'octubre de 2005   | Catalina             | CSS                  |
| 261422 | 2005 UA509             | 25 d'octubre de 2005   | Kitt Peak            | Spacewatch           |
| 261423 | 2005 UF509             | 26 d'octubre de 2005   | Anderson Mesa        | LONEOS               |
| 261424 | 2005 UW509             | 22 d'octubre de 2005   | Kitt Peak            | Spacewatch           |
| 261425 | 2005 UN510             | 25 d'octubre de 2005   | Mount Lemmon         | Mt. Lemmon Survey    |
| 261426 | 2005 UK514             | 20 d'octubre de 2005   | Apache Point         | A. C. Becker         |
| 261427 | 2005 UN514             | 20 d'octubre de 2005   | Apache Point         | A. C. Becker         |
| 261428 | 2005 UR514             | 20 d'octubre de 2005   | Apache Point         | A. C. Becker         |
| 261429 | 2005 UY515             | 22 d'octubre de 2005   | Apache Point         | A. C. Becker         |
| 261430 | 2005 UD516             | 25 d'octubre de 2005   | Mount Lemmon         | Mt. Lemmon Survey    |
| 261431 | 2005 UJ522             | 27 d'octubre de 2005   | Apache Point         | A. C. Becker         |
| 261432 | 2005 UU522             | 27 d'octubre de 2005   | Apache Point         | A. C. Becker         |
| 261433 | 2005 UF523             | 27 d'octubre de 2005   | Apache Point         | A. C. Becker         |
| 261434 | 2005 UJ524             | 27 d'octubre de 2005   | Apache Point         | A. C. Becker         |
| 261435 | 2005 UV524             | 30 d'octubre de 2005   | Mount Lemmon         | Mt. Lemmon Survey    |
| 261436 | 2005 UK527             | 25 d'octubre de 2005   | Mount Lemmon         | Mt. Lemmon Survey    |
| 261437 | 2005 UO530             | 28 d'octubre de 2005   | Kitt Peak            | Spacewatch           |
| 261438 | 2005 VD3               | 4 de novembre de 2005  | Goodricke-Pigott     | R. A. Tucker         |
| 261439 | 2005 VL6               | 6 de novembre de 2005  | Kitt Peak            | Spacewatch           |
| 261440 | 2005 VJ7               | 12 de novembre de 2005 | Great Shefford       | P. Birtwhistle       |
| 261441 | 2005 VY7               | 1 de novembre de 2005  | Kitt Peak            | Spacewatch           |
| 261442 | 2005 VS13              | 3 de novembre de 2005  | Catalina             | CSS                  |
| 261443 | 2005 VM14              | 3 de novembre de 2005  | Socorro              | LINEAR               |
| 261444 | 2005 VR23              | 1 de novembre de 2005  | Kitt Peak            | Spacewatch           |
| 261445 | 2005 VA27              | 3 de novembre de 2005  | Mount Lemmon         | Mt. Lemmon Survey    |
| 261446 | 2005 VS28              | 4 de novembre de 2005  | Kitt Peak            | Spacewatch           |
| 261447 | 2005 VE30              | 4 de novembre de 2005  | Kitt Peak            | Spacewatch           |
| 261448 | 2005 VO30              | 4 de novembre de 2005  | Kitt Peak            | Spacewatch           |
| 261449 | 2005 VH31              | 4 de novembre de 2005  | Kitt Peak            | Spacewatch           |
| 261450 | 2005 VX39              | 4 de novembre de 2005  | Catalina             | CSS                  |
| 261451 | 2005 VW42              | 4 de novembre de 2005  | Mount Lemmon         | Mt. Lemmon Survey    |
| 261452 | 2005 VV43              | 3 de novembre de 2005  | Kitt Peak            | Spacewatch           |
| 261453 | 2005 VB49              | 1 de novembre de 2005  | Catalina             | CSS                  |
| 261454 | 2005 VY50              | 3 de novembre de 2005  | Catalina             | CSS                  |
| 261455 | 2005 VS52              | 3 de novembre de 2005  | Mount Lemmon         | Mt. Lemmon Survey    |
| 261456 | 2005 VB60              | 5 de novembre de 2005  | Anderson Mesa        | LONEOS               |
| 261457 | 2005 VC68              | 1 de novembre de 2005  | Mount Lemmon         | Mt. Lemmon Survey    |
| 261458 | 2005 VK68              | 1 de novembre de 2005  | Mount Lemmon         | Mt. Lemmon Survey    |
| 261459 | 2005 VP69              | 1 de novembre de 2005  | Mount Lemmon         | Mt. Lemmon Survey    |
| 261460 | 2005 VB72              | 1 de novembre de 2005  | Mount Lemmon         | Mt. Lemmon Survey    |
| 261461 | 2005 VQ72              | 1 de novembre de 2005  | Mount Lemmon         | Mt. Lemmon Survey    |
| 261462 | 2005 VN73              | 1 de novembre de 2005  | Mount Lemmon         | Mt. Lemmon Survey    |
| 261463 | 2005 VS76              | 4 de novembre de 2005  | Catalina             | CSS                  |
| 261464 | 2005 VM77              | 5 de novembre de 2005  | Kitt Peak            | Spacewatch           |
| 261465 | 2005 VG82              | 9 de novembre de 2005  | Catalina             | CSS                  |
| 261466 | 2005 VB92              | 6 de novembre de 2005  | Mount Lemmon         | Mt. Lemmon Survey    |
| 261467 | 2005 VU92              | 6 de novembre de 2005  | Mount Lemmon         | Mt. Lemmon Survey    |
| 261468 | 2005 VY101             | 1 de novembre de 2005  | Anderson Mesa        | LONEOS               |
| 261469 | 2005 VJ108             | 6 de novembre de 2005  | Kitt Peak            | Spacewatch           |
| 261470 | 2005 VQ109             | 6 de novembre de 2005  | Mount Lemmon         | Mt. Lemmon Survey    |
| 261471 | 2005 VZ110             | 6 de novembre de 2005  | Mount Lemmon         | Mt. Lemmon Survey    |
| 261472 | 2005 VG113             | 10 de novembre de 2005 | Catalina             | CSS                  |
| 261473 | 2005 VQ114             | 10 de novembre de 2005 | Campo Imperatore     | CINEOS               |
| 261474 | 2005 VO116             | 11 de novembre de 2005 | Kitt Peak            | Spacewatch           |
| 261475 | 2005 VX116             | 15 d'agost de 2004     | Siding Spring        | Siding Spring Survey |
| 261476 | 2005 VY117             | 12 de novembre de 2005 | Catalina             | CSS                  |
| 261477 | 2005 VU119             | 4 de novembre de 2005  | Kitt Peak            | Spacewatch           |
| 261478 | 2005 VZ120             | 12 de novembre de 2005 | Catalina             | CSS                  |
| 261479 | 2005 VH122             | 6 de novembre de 2005  | Anderson Mesa        | LONEOS               |
| 261480 | 2005 VJ124             | 6 de novembre de 2005  | Mount Lemmon         | Mt. Lemmon Survey    |
| 261481 | 2005 VS124             | 3 de novembre de 2005  | Catalina             | CSS                  |
| 261482 | 2005 VY124             | 6 de novembre de 2005  | Mount Lemmon         | Mt. Lemmon Survey    |
| 261483 | 2005 VY125             | 1 de novembre de 2005  | Apache Point         | A. C. Becker         |
| 261484 | 2005 VV130             | 1 de novembre de 2005  | Apache Point         | A. C. Becker         |
| 261485 | 2005 VC133             | 1 de novembre de 2005  | Apache Point         | A. C. Becker         |
| 261486 | 2005 VG134             | 1 de novembre de 2005  | Mount Lemmon         | Mt. Lemmon Survey    |
| 261487 | 2005 VZ134             | 1 de novembre de 2005  | Kitt Peak            | Spacewatch           |
| 261488 | 2005 WN1               | 21 de novembre de 2005 | Socorro              | LINEAR               |
| 261489 | 2005 WT1               | 17 de novembre de 2005 | Palomar              | NEAT                 |
| 261490 | 2005 WV5               | 21 de novembre de 2005 | Anderson Mesa        | LONEOS               |
| 261491 | 2005 WW7               | 21 de novembre de 2005 | Catalina             | CSS                  |
| 261492 | 2005 WB8               | 21 de novembre de 2005 | Catalina             | CSS                  |
| 261493 | 2005 WT10              | 22 de novembre de 2005 | Kitt Peak            | Spacewatch           |
| 261494 | 2005 WM11              | 22 de novembre de 2005 | Kitt Peak            | Spacewatch           |
| 261495 | 2005 WJ15              | 22 de novembre de 2005 | Kitt Peak            | Spacewatch           |
| 261496 | 2005 WB16              | 22 de novembre de 2005 | Kitt Peak            | Spacewatch           |
| 261497 | 2005 WV17              | 22 de novembre de 2005 | Kitt Peak            | Spacewatch           |
| 261498 | 2005 WK20              | 21 de novembre de 2005 | Kitt Peak            | Spacewatch           |
| 261499 | 2005 WU21              | 21 de novembre de 2005 | Kitt Peak            | Spacewatch           |
| 261500 | 2005 WL28              | 21 de novembre de 2005 | Kitt Peak            | Spacewatch           |

## 261501-261600
| Nom    | Designació provisional | Data de descobriment   | Lloc de descobriment | Descobridor/s     |
| ------ | ---------------------- | ---------------------- | -------------------- | ----------------- |
| 261501 | 2005 WO28              | 21 de novembre de 2005 | Kitt Peak            | Spacewatch        |
| 261502 | 2005 WG29              | 21 de novembre de 2005 | Kitt Peak            | Spacewatch        |
| 261503 | 2005 WY30              | 21 de novembre de 2005 | Kitt Peak            | Spacewatch        |
| 261504 | 2005 WX35              | 22 de novembre de 2005 | Kitt Peak            | Spacewatch        |
| 261505 | 2005 WN37              | 22 de novembre de 2005 | Kitt Peak            | Spacewatch        |
| 261506 | 2005 WG41              | 21 de novembre de 2005 | Kitt Peak            | Spacewatch        |
| 261507 | 2005 WX43              | 21 de novembre de 2005 | Catalina             | CSS               |
| 261508 | 2005 WA46              | 22 de novembre de 2005 | Kitt Peak            | Spacewatch        |
| 261509 | 2005 WE46              | 22 de novembre de 2005 | Kitt Peak            | Spacewatch        |
| 261510 | 2005 WY46              | 25 de novembre de 2005 | Kitt Peak            | Spacewatch        |
| 261511 | 2005 WJ51              | 25 de novembre de 2005 | Kitt Peak            | Spacewatch        |
| 261512 | 2005 WJ58              | 25 de novembre de 2005 | Catalina             | CSS               |
| 261513 | 2005 WJ60              | 28 de novembre de 2005 | Socorro              | LINEAR            |
| 261514 | 2005 WJ61              | 25 de novembre de 2005 | Catalina             | CSS               |
| 261515 | 2005 WC65              | 20 de novembre de 2005 | Catalina             | CSS               |
| 261516 | 2005 WH66              | 22 de novembre de 2005 | Kitt Peak            | Spacewatch        |
| 261517 | 2005 WL67              | 22 de novembre de 2005 | Kitt Peak            | Spacewatch        |
| 261518 | 2005 WW68              | 25 de novembre de 2005 | Mount Lemmon         | Mt. Lemmon Survey |
| 261519 | 2005 WP69              | 26 de novembre de 2005 | Kitt Peak            | Spacewatch        |
| 261520 | 2005 WO70              | 26 de novembre de 2005 | Mount Lemmon         | Mt. Lemmon Survey |
| 261521 | 2005 WP71              | 21 de novembre de 2005 | Catalina             | CSS               |
| 261522 | 2005 WN74              | 28 de novembre de 2005 | Palomar              | NEAT              |
| 261523 | 2005 WU75              | 25 de novembre de 2005 | Kitt Peak            | Spacewatch        |
| 261524 | 2005 WW80              | 26 de novembre de 2005 | Mount Lemmon         | Mt. Lemmon Survey |
| 261525 | 2005 WU81              | 28 de novembre de 2005 | Socorro              | LINEAR            |
| 261526 | 2005 WP82              | 25 de novembre de 2005 | Mount Lemmon         | Mt. Lemmon Survey |
| 261527 | 2005 WC84              | 26 de novembre de 2005 | Mount Lemmon         | Mt. Lemmon Survey |
| 261528 | 2005 WO86              | 28 de novembre de 2005 | Mount Lemmon         | Mt. Lemmon Survey |
| 261529 | 2005 WJ91              | 28 de novembre de 2005 | Catalina             | CSS               |
| 261530 | 2005 WN95              | 26 de novembre de 2005 | Kitt Peak            | Spacewatch        |
| 261531 | 2005 WM99              | 28 de novembre de 2005 | Mount Lemmon         | Mt. Lemmon Survey |
| 261532 | 2005 WT99              | 28 de novembre de 2005 | Mount Lemmon         | Mt. Lemmon Survey |
| 261533 | 2005 WK104             | 28 de novembre de 2005 | Catalina             | CSS               |
| 261534 | 2005 WF108             | 28 de novembre de 2005 | Catalina             | CSS               |
| 261535 | 2005 WE113             | 25 de novembre de 2005 | Catalina             | CSS               |
| 261536 | 2005 WW115             | 30 de novembre de 2005 | Catalina             | CSS               |
| 261537 | 2005 WG116             | 30 de novembre de 2005 | Socorro              | LINEAR            |
| 261538 | 2005 WW119             | 29 de novembre de 2005 | Kitt Peak            | Spacewatch        |
| 261539 | 2005 WR121             | 30 de novembre de 2005 | Socorro              | LINEAR            |
| 261540 | 2005 WM122             | 25 de novembre de 2005 | Mount Lemmon         | Mt. Lemmon Survey |
| 261541 | 2005 WL123             | 25 de novembre de 2005 | Mount Lemmon         | Mt. Lemmon Survey |
| 261542 | 2005 WH125             | 25 de novembre de 2005 | Mount Lemmon         | Mt. Lemmon Survey |
| 261543 | 2005 WU131             | 25 de novembre de 2005 | Mount Lemmon         | Mt. Lemmon Survey |
| 261544 | 2005 WR133             | 25 de novembre de 2005 | Mount Lemmon         | Mt. Lemmon Survey |
| 261545 | 2005 WB135             | 25 de novembre de 2005 | Mount Lemmon         | Mt. Lemmon Survey |
| 261546 | 2005 WD136             | 26 de novembre de 2005 | Kitt Peak            | Spacewatch        |
| 261547 | 2005 WY138             | 26 de novembre de 2005 | Mount Lemmon         | Mt. Lemmon Survey |
| 261548 | 2005 WD141             | 28 de novembre de 2005 | Mount Lemmon         | Mt. Lemmon Survey |
| 261549 | 2005 WW141             | 29 de novembre de 2005 | Mount Lemmon         | Mt. Lemmon Survey |
| 261550 | 2005 WK148             | 26 de novembre de 2005 | Catalina             | CSS               |
| 261551 | 2005 WE149             | 28 de novembre de 2005 | Kitt Peak            | Spacewatch        |
| 261552 | 2005 WY150             | 28 de novembre de 2005 | Socorro              | LINEAR            |
| 261553 | 2005 WG152             | 29 de novembre de 2005 | Palomar              | NEAT              |
| 261554 | 2005 WQ152             | 29 de novembre de 2005 | Kitt Peak            | Spacewatch        |
| 261555 | 2005 WS152             | 29 de novembre de 2005 | Kitt Peak            | Spacewatch        |
| 261556 | 2005 WE154             | 29 de novembre de 2005 | Socorro              | LINEAR            |
| 261557 | 2005 WQ156             | 30 de novembre de 2005 | Kitt Peak            | Spacewatch        |
| 261558 | 2005 WM160             | 28 de novembre de 2005 | Kitt Peak            | Spacewatch        |
| 261559 | 2005 WM164             | 29 de novembre de 2005 | Mount Lemmon         | Mt. Lemmon Survey |
| 261560 | 2005 WA167             | 29 de novembre de 2005 | Mount Lemmon         | Mt. Lemmon Survey |
| 261561 | 2005 WO168             | 30 de novembre de 2005 | Kitt Peak            | Spacewatch        |
| 261562 | 2005 WP168             | 30 de novembre de 2005 | Kitt Peak            | Spacewatch        |
| 261563 | 2005 WL170             | 30 de novembre de 2005 | Kitt Peak            | Spacewatch        |
| 261564 | 2005 WB171             | 30 de novembre de 2005 | Kitt Peak            | Spacewatch        |
| 261565 | 2005 WP172             | 30 de novembre de 2005 | Mount Lemmon         | Mt. Lemmon Survey |
| 261566 | 2005 WX175             | 30 de novembre de 2005 | Kitt Peak            | Spacewatch        |
| 261567 | 2005 WY176             | 30 de novembre de 2005 | Kitt Peak            | Spacewatch        |
| 261568 | 2005 WT177             | 30 de novembre de 2005 | Kitt Peak            | Spacewatch        |
| 261569 | 2005 WQ178             | 21 de novembre de 2005 | Anderson Mesa        | LONEOS            |
| 261570 | 2005 WY186             | 29 de novembre de 2005 | Kitt Peak            | Spacewatch        |
| 261571 | 2005 WS188             | 30 de novembre de 2005 | Kitt Peak            | Spacewatch        |
| 261572 | 2005 WZ189             | 20 de novembre de 2005 | Catalina             | CSS               |
| 261573 | 2005 WB191             | 21 de novembre de 2005 | Catalina             | CSS               |
| 261574 | 2005 WA198             | 22 de novembre de 2005 | Catalina             | CSS               |
| 261575 | 2005 WK199             | 25 de novembre de 2005 | Kitt Peak            | Spacewatch        |
| 261576 | 2005 WT199             | 25 de novembre de 2005 | Kitt Peak            | Spacewatch        |
| 261577 | 2005 WT203             | 21 de novembre de 2005 | Catalina             | CSS               |
| 261578 | 2005 WM210             | 22 de novembre de 2005 | Kitt Peak            | Spacewatch        |
| 261579 | 2005 XX3               | 1 de desembre de 2005  | Mount Lemmon         | Mt. Lemmon Survey |
| 261580 | 2005 XS4               | 2 de desembre de 2005  | Mount Lemmon         | Mt. Lemmon Survey |
| 261581 | 2005 XD8               | 6 de desembre de 2005  | Gnosca               | S. Sposetti       |
| 261582 | 2005 XE8               | 6 de desembre de 2005  | Gnosca               | S. Sposetti       |
| 261583 | 2005 XV10              | 1 de desembre de 2005  | Mount Lemmon         | Mt. Lemmon Survey |
| 261584 | 2005 XH11              | 1 de desembre de 2005  | Kitt Peak            | Spacewatch        |
| 261585 | 2005 XC14              | 1 de desembre de 2005  | Kitt Peak            | Spacewatch        |
| 261586 | 2005 XL20              | 2 de desembre de 2005  | Kitt Peak            | Spacewatch        |
| 261587 | 2005 XH24              | 2 de desembre de 2005  | Socorro              | LINEAR            |
| 261588 | 2005 XK24              | 2 de desembre de 2005  | Socorro              | LINEAR            |
| 261589 | 2005 XK25              | 4 de desembre de 2005  | Socorro              | LINEAR            |
| 261590 | 2005 XT27              | 1 de desembre de 2005  | Anderson Mesa        | LONEOS            |
| 261591 | 2005 XW27              | 1 de desembre de 2005  | Palomar              | NEAT              |
| 261592 | 2005 XJ28              | 1 de desembre de 2005  | Catalina             | CSS               |
| 261593 | 2005 XP32              | 4 de desembre de 2005  | Kitt Peak            | Spacewatch        |
| 261594 | 2005 XN43              | 2 de desembre de 2005  | Kitt Peak            | Spacewatch        |
| 261595 | 2005 XX46              | 2 de desembre de 2005  | Kitt Peak            | Spacewatch        |
| 261596 | 2005 XJ50              | 2 de desembre de 2005  | Kitt Peak            | Spacewatch        |
| 261597 | 2005 XU53              | 4 de desembre de 2005  | Kitt Peak            | Spacewatch        |
| 261598 | 2005 XS56              | 5 de desembre de 2005  | Catalina             | CSS               |
| 261599 | 2005 XO57              | 1 de desembre de 2005  | Mount Lemmon         | Mt. Lemmon Survey |
| 261600 | 2005 XE59              | 3 de desembre de 2005  | Kitt Peak            | Spacewatch        |

## 261601-261700
| Nom               | Designació provisional | Data de descobriment   | Lloc de descobriment | Descobridor/s     |
| ----------------- | ---------------------- | ---------------------- | -------------------- | ----------------- |
| 261601            | 2005 XD60              | 3 de desembre de 2005  | Kitt Peak            | Spacewatch        |
| 261602            | 2005 XS67              | 5 de desembre de 2005  | Mount Lemmon         | Mt. Lemmon Survey |
| 261603            | 2005 XX67              | 5 de desembre de 2005  | Catalina             | CSS               |
| 261604            | 2005 XY72              | 6 de desembre de 2005  | Kitt Peak            | Spacewatch        |
| 261605            | 2005 XF87              | 10 de desembre de 2005 | Kitt Peak            | Spacewatch        |
| 261606            | 2005 XL87              | 5 de desembre de 2005  | Socorro              | LINEAR            |
| 261607            | 2005 XD91              | 10 de desembre de 2005 | Kitt Peak            | Spacewatch        |
| 261608            | 2005 XD106             | 1 de desembre de 2005  | Kitt Peak            | M. W. Buie        |
| 261609            | 2005 XH112             | 2 de desembre de 2005  | Kitt Peak            | M. W. Buie        |
| 261610            | 2005 XF113             | 7 de desembre de 2005  | Catalina             | CSS               |
| 261611            | 2005 XQ114             | 1 de desembre de 2005  | Mount Lemmon         | Mt. Lemmon Survey |
| 261612            | 2005 XX114             | 1 de desembre de 2005  | Mount Lemmon         | Mt. Lemmon Survey |
| 261613            | 2005 XA115             | 7 de desembre de 2005  | Kitt Peak            | Spacewatch        |
| 261614            | 2005 XJ115             | 5 de desembre de 2005  | Catalina             | CSS               |
| 261615            | 2005 YM5               | 21 de desembre de 2005 | Kitt Peak            | Spacewatch        |
| 261616            | 2005 YD10              | 21 de desembre de 2005 | Kitt Peak            | Spacewatch        |
| 261617            | 2005 YV12              | 22 de desembre de 2005 | Kitt Peak            | Spacewatch        |
| 261618            | 2005 YV13              | 22 de desembre de 2005 | Kitt Peak            | Spacewatch        |
| 261619            | 2005 YO14              | 22 de desembre de 2005 | Kitt Peak            | Spacewatch        |
| 261620            | 2005 YH18              | 23 de desembre de 2005 | Kitt Peak            | Spacewatch        |
| 261621            | 2005 YK22              | 24 de desembre de 2005 | Kitt Peak            | Spacewatch        |
| 261622            | 2005 YP22              | 24 de desembre de 2005 | Kitt Peak            | Spacewatch        |
| 261623            | 2005 YX22              | 24 de desembre de 2005 | Kitt Peak            | Spacewatch        |
| 261624            | 2005 YB24              | 24 de desembre de 2005 | Kitt Peak            | Spacewatch        |
| 261625            | 2005 YF26              | 24 de desembre de 2005 | Kitt Peak            | Spacewatch        |
| 261626            | 2005 YL27              | 22 de desembre de 2005 | Kitt Peak            | Spacewatch        |
| 261627            | 2005 YB31              | 22 de desembre de 2005 | Kitt Peak            | Spacewatch        |
| 261628            | 2005 YE33              | 24 de desembre de 2005 | Kitt Peak            | Spacewatch        |
| 261629            | 2005 YU34              | 24 de desembre de 2005 | Kitt Peak            | Spacewatch        |
| 261630            | 2005 YS35              | 25 de desembre de 2005 | Kitt Peak            | Spacewatch        |
| 261631            | 2005 YD38              | 21 de desembre de 2005 | Catalina             | CSS               |
| 261632            | 2005 YM38              | 21 de desembre de 2005 | Catalina             | CSS               |
| 261633            | 2005 YQ38              | 22 de desembre de 2005 | Catalina             | CSS               |
| 261634            | 2005 YE41              | 21 de desembre de 2005 | Kitt Peak            | Spacewatch        |
| 261635            | 2005 YC42              | 22 de desembre de 2005 | Kitt Peak            | Spacewatch        |
| 261636            | 2005 YN48              | 22 de desembre de 2005 | Kitt Peak            | Spacewatch        |
| 261637            | 2005 YD52              | 26 de desembre de 2005 | Mount Lemmon         | Mt. Lemmon Survey |
| 261638            | 2005 YL53              | 22 de desembre de 2005 | Kitt Peak            | Spacewatch        |
| 261639            | 2005 YE55              | 25 de desembre de 2005 | Kitt Peak            | Spacewatch        |
| 261640            | 2005 YU65              | 25 de desembre de 2005 | Mount Lemmon         | Mt. Lemmon Survey |
| 261641            | 2005 YC68              | 26 de desembre de 2005 | Kitt Peak            | Spacewatch        |
| 261642            | 2005 YN69              | 26 de desembre de 2005 | Kitt Peak            | Spacewatch        |
| 261643            | 2005 YV74              | 24 de desembre de 2005 | Kitt Peak            | Spacewatch        |
| 261644            | 2005 YO79              | 24 de desembre de 2005 | Kitt Peak            | Spacewatch        |
| 261645            | 2005 YY79              | 24 de desembre de 2005 | Kitt Peak            | Spacewatch        |
| 261646            | 2005 YJ83              | 24 de desembre de 2005 | Kitt Peak            | Spacewatch        |
| 261647            | 2005 YQ89              | 26 de desembre de 2005 | Mount Lemmon         | Mt. Lemmon Survey |
| 261648            | 2005 YM92              | 27 de desembre de 2005 | Mount Lemmon         | Mt. Lemmon Survey |
| 261649            | 2005 YL93              | 24 de desembre de 2005 | Kitt Peak            | Spacewatch        |
| 261650            | 2005 YS93              | 24 de desembre de 2005 | Kitt Peak            | Spacewatch        |
| 261651            | 2005 YO95              | 25 de desembre de 2005 | Kitt Peak            | Spacewatch        |
| 261652            | 2005 YF97              | 24 de desembre de 2005 | Kitt Peak            | Spacewatch        |
| 261653            | 2005 YB98              | 24 de desembre de 2005 | Kitt Peak            | Spacewatch        |
| 261654            | 2005 YH99              | 28 de desembre de 2005 | Kitt Peak            | Spacewatch        |
| 261655            | 2005 YB103             | 25 de desembre de 2005 | Kitt Peak            | Spacewatch        |
| 261656            | 2005 YA106             | 25 de desembre de 2005 | Kitt Peak            | Spacewatch        |
| 261657            | 2005 YQ107             | 25 de desembre de 2005 | Mount Lemmon         | Mt. Lemmon Survey |
| 261658            | 2005 YS107             | 25 de desembre de 2005 | Kitt Peak            | Spacewatch        |
| 261659            | 2005 YA108             | 25 de desembre de 2005 | Kitt Peak            | Spacewatch        |
| 261660            | 2005 YC111             | 25 de desembre de 2005 | Kitt Peak            | Spacewatch        |
| 261661            | 2005 YL113             | 25 de desembre de 2005 | Kitt Peak            | Spacewatch        |
| 261662            | 2005 YA123             | 24 de desembre de 2005 | Socorro              | LINEAR            |
| 261663            | 2005 YL124             | 26 de desembre de 2005 | Kitt Peak            | Spacewatch        |
| 261664            | 2005 YL131             | 25 de desembre de 2005 | Mount Lemmon         | Mt. Lemmon Survey |
| 261665            | 2005 YR131             | 25 de desembre de 2005 | Mount Lemmon         | Mt. Lemmon Survey |
| 261666            | 2005 YM136             | 26 de desembre de 2005 | Kitt Peak            | Spacewatch        |
| 261667            | 2005 YW139             | 28 de desembre de 2005 | Kitt Peak            | Spacewatch        |
| 261668            | 2005 YN155             | 25 de desembre de 2005 | Kitt Peak            | Spacewatch        |
| 261669            | 2005 YR155             | 25 de desembre de 2005 | Mount Lemmon         | Mt. Lemmon Survey |
| 261670            | 2005 YF162             | 27 de desembre de 2005 | Kitt Peak            | Spacewatch        |
| 261671            | 2005 YH163             | 27 de desembre de 2005 | Mount Lemmon         | Mt. Lemmon Survey |
| 261672            | 2005 YY166             | 27 de desembre de 2005 | Kitt Peak            | Spacewatch        |
| 261673            | 2005 YG168             | 29 de desembre de 2005 | Kitt Peak            | Spacewatch        |
| 261674            | 2005 YJ168             | 29 de desembre de 2005 | Kitt Peak            | Spacewatch        |
| 261675            | 2005 YY173             | 25 de desembre de 2005 | Catalina             | CSS               |
| 261676            | 2005 YD180             | 27 de desembre de 2005 | Kitt Peak            | Spacewatch        |
| 261677            | 2005 YY181             | 25 de desembre de 2005 | Catalina             | CSS               |
| 261678            | 2005 YB186             | 30 de desembre de 2005 | Kitt Peak            | Spacewatch        |
| 261679            | 2005 YP186             | 29 de desembre de 2005 | Catalina             | CSS               |
| 261680            | 2005 YC187             | 28 de desembre de 2005 | Kitt Peak            | Spacewatch        |
| 261681            | 2005 YX188             | 28 de desembre de 2005 | Mount Lemmon         | Mt. Lemmon Survey |
| 261682            | 2005 YZ189             | 30 de desembre de 2005 | Kitt Peak            | Spacewatch        |
| 261683            | 2005 YL194             | 31 de desembre de 2005 | Kitt Peak            | Spacewatch        |
| 261684            | 2005 YJ196             | 24 de desembre de 2005 | Kitt Peak            | Spacewatch        |
| 261685            | 2005 YV201             | 24 de desembre de 2005 | Kitt Peak            | Spacewatch        |
| 261686            | 2005 YA207             | 27 de desembre de 2005 | Mount Lemmon         | Mt. Lemmon Survey |
| 261687            | 2005 YA208             | 30 de desembre de 2005 | Kitt Peak            | Spacewatch        |
| 261688            | 2005 YA209             | 22 de desembre de 2005 | Catalina             | CSS               |
| 261689            | 2005 YH209             | 23 de desembre de 2005 | Socorro              | LINEAR            |
| 261690 Jodorowsky | 2005 YU210             | 24 de desembre de 2005 | Nogales              | J.-C. Merlin      |
| 261691            | 2005 YM211             | 28 de desembre de 2005 | Catalina             | CSS               |
| 261692            | 2005 YT213             | 29 de desembre de 2005 | Catalina             | CSS               |
| 261693            | 2005 YW213             | 29 de desembre de 2005 | Socorro              | LINEAR            |
| 261694            | 2005 YD215             | 31 de desembre de 2005 | Socorro              | LINEAR            |
| 261695            | 2005 YQ219             | 30 de desembre de 2005 | Catalina             | CSS               |
| 261696            | 2005 YH220             | 25 de desembre de 2005 | Anderson Mesa        | LONEOS            |
| 261697            | 2005 YS221             | 21 de desembre de 2005 | Kitt Peak            | Spacewatch        |
| 261698            | 2005 YV225             | 25 de desembre de 2005 | Mount Lemmon         | Mt. Lemmon Survey |
| 261699            | 2005 YS227             | 25 de desembre de 2005 | Kitt Peak            | Spacewatch        |
| 261700            | 2005 YC237             | 28 de desembre de 2005 | Kitt Peak            | Spacewatch        |

## 261701-261800
| Nom    | Designació provisional | Data de descobriment   | Lloc de descobriment | Descobridor/s              |
| ------ | ---------------------- | ---------------------- | -------------------- | -------------------------- |
| 261701 | 2005 YR238             | 29 de desembre de 2005 | Kitt Peak            | Spacewatch                 |
| 261702 | 2005 YT251             | 29 de desembre de 2005 | Kitt Peak            | Spacewatch                 |
| 261703 | 2005 YL262             | 25 de desembre de 2005 | Kitt Peak            | Spacewatch                 |
| 261704 | 2005 YC270             | 26 de desembre de 2005 | Mount Lemmon         | Mt. Lemmon Survey          |
| 261705 | 2005 YQ270             | 27 de desembre de 2005 | Mount Lemmon         | Mt. Lemmon Survey          |
| 261706 | 2005 YW272             | 30 de desembre de 2005 | Mount Lemmon         | Mt. Lemmon Survey          |
| 261707 | 2005 YV290             | 27 de desembre de 2005 | Catalina             | CSS                        |
| 261708 | 2006 AG2               | 2 de gener de 2006     | Mount Lemmon         | Mt. Lemmon Survey          |
| 261709 | 2006 AZ3               | 6 de gener de 2006     | Mayhill              | Mayhill                    |
| 261710 | 2006 AB8               | 7 de gener de 2006     | Anderson Mesa        | LONEOS                     |
| 261711 | 2006 AR8               | 2 de gener de 2006     | Mount Lemmon         | Mt. Lemmon Survey          |
| 261712 | 2006 AZ8               | 2 de gener de 2006     | Socorro              | LINEAR                     |
| 261713 | 2006 AH11              | 4 de gener de 2006     | Catalina             | CSS                        |
| 261714 | 2006 AM11              | 5 de gener de 2006     | Catalina             | CSS                        |
| 261715 | 2006 AF16              | 4 de gener de 2006     | Kitt Peak            | Spacewatch                 |
| 261716 | 2006 AH19              | 1 de gener de 2006     | Catalina             | CSS                        |
| 261717 | 2006 AO19              | 5 de gener de 2006     | Kitt Peak            | Spacewatch                 |
| 261718 | 2006 AA22              | 5 de gener de 2006     | Catalina             | CSS                        |
| 261719 | 2006 AW22              | 4 de gener de 2006     | Kitt Peak            | Spacewatch                 |
| 261720 | 2006 AC24              | 5 de gener de 2006     | Kitt Peak            | Spacewatch                 |
| 261721 | 2006 AD24              | 5 de gener de 2006     | Kitt Peak            | Spacewatch                 |
| 261722 | 2006 AD31              | 5 de gener de 2006     | Kitt Peak            | Spacewatch                 |
| 261723 | 2006 AF40              | 7 de gener de 2006     | Mount Lemmon         | Mt. Lemmon Survey          |
| 261724 | 2006 AP41              | 5 de gener de 2006     | Anderson Mesa        | LONEOS                     |
| 261725 | 2006 AX41              | 5 de gener de 2006     | Kitt Peak            | Spacewatch                 |
| 261726 | 2006 AZ43              | 7 de gener de 2006     | Socorro              | LINEAR                     |
| 261727 | 2006 AN44              | 7 de gener de 2006     | Kitt Peak            | Spacewatch                 |
| 261728 | 2006 AS47              | 7 de gener de 2006     | Kitt Peak            | Spacewatch                 |
| 261729 | 2006 AJ49              | 5 de gener de 2006     | Kitt Peak            | Spacewatch                 |
| 261730 | 2006 AO52              | 5 de gener de 2006     | Kitt Peak            | Spacewatch                 |
| 261731 | 2006 AB59              | 4 de gener de 2006     | Catalina             | CSS                        |
| 261732 | 2006 AB65              | 8 de gener de 2006     | Kitt Peak            | Spacewatch                 |
| 261733 | 2006 AX66              | 9 de gener de 2006     | Kitt Peak            | Spacewatch                 |
| 261734 | 2006 AQ74              | 6 de gener de 2006     | Catalina             | CSS                        |
| 261735 | 2006 AG78              | 8 de gener de 2006     | Mount Lemmon         | Mt. Lemmon Survey          |
| 261736 | 2006 AF82              | 4 de gener de 2006     | Kitt Peak            | Spacewatch                 |
| 261737 | 2006 AZ82              | 5 de gener de 2006     | Socorro              | LINEAR                     |
| 261738 | 2006 AD90              | 6 de gener de 2006     | Mount Lemmon         | Mt. Lemmon Survey          |
| 261739 | 2006 AH96              | 6 de gener de 2006     | Catalina             | CSS                        |
| 261740 | 2006 AG98              | 1 de gener de 2006     | Catalina             | CSS                        |
| 261741 | 2006 AP100             | 6 de gener de 2006     | Kitt Peak            | Spacewatch                 |
| 261742 | 2006 AL102             | 7 de gener de 2006     | Mount Lemmon         | Mt. Lemmon Survey          |
| 261743 | 2006 AM105             | 4 de gener de 2006     | Catalina             | CSS                        |
| 261744 | 2006 AS105             | 7 de gener de 2006     | Mount Lemmon         | Mt. Lemmon Survey          |
| 261745 | 2006 BO9               | 22 de gener de 2006    | Anderson Mesa        | LONEOS                     |
| 261746 | 2006 BE10              | 19 de gener de 2006    | Catalina             | CSS                        |
| 261747 | 2006 BM10              | 20 de gener de 2006    | Kitt Peak            | Spacewatch                 |
| 261748 | 2006 BS10              | 20 de gener de 2006    | Kitt Peak            | Spacewatch                 |
| 261749 | 2006 BA11              | 20 de gener de 2006    | Kitt Peak            | Spacewatch                 |
| 261750 | 2006 BP17              | 22 de gener de 2006    | Mount Lemmon         | Mt. Lemmon Survey          |
| 261751 | 2006 BD2               | 22 de gener de 2006    | Mount Lemmon         | Mt. Lemmon Survey          |
| 261752 | 2006 BX25              | 20 de gener de 2006    | Catalina             | CSS                        |
| 261753 | 2006 BG30              | 20 de gener de 2006    | Kitt Peak            | Spacewatch                 |
| 261754 | 2006 BN30              | 20 de gener de 2006    | Kitt Peak            | Spacewatch                 |
| 261755 | 2006 BY32              | 21 de gener de 2006    | Kitt Peak            | Spacewatch                 |
| 261756 | 2006 BZ3               | 21 de gener de 2006    | Kitt Peak            | Spacewatch                 |
| 261757 | 2006 BG43              | 23 de gener de 2006    | Kitt Peak            | Spacewatch                 |
| 261758 | 2006 BV4               | 23 de gener de 2006    | Kitt Peak            | Spacewatch                 |
| 261759 | 2006 BM45              | 23 de gener de 2006    | Mount Lemmon         | Mt. Lemmon Survey          |
| 261760 | 2006 BU51              | 25 de gener de 2006    | Kitt Peak            | Spacewatch                 |
| 261761 | 2006 BU53              | 25 de gener de 2006    | Kitt Peak            | Spacewatch                 |
| 261762 | 2006 BP5               | 19 de gener de 2006    | Needville            | J. Dellinger, W. G. Dillon |
| 261763 | 2006 BC56              | 23 de gener de 2006    | Mount Lemmon         | Mt. Lemmon Survey          |
| 261764 | 2006 BN59              | 24 de gener de 2006    | Socorro              | LINEAR                     |
| 261765 | 2006 BC60              | 26 de gener de 2006    | Kitt Peak            | Spacewatch                 |
| 261766 | 2006 BE61              | 22 de gener de 2006    | Catalina             | CSS                        |
| 261767 | 2006 BS67              | 23 de gener de 2006    | Kitt Peak            | Spacewatch                 |
| 261768 | 2006 BZ67              | 23 de gener de 2006    | Kitt Peak            | Spacewatch                 |
| 261769 | 2006 BX78              | 23 de gener de 2006    | Catalina             | CSS                        |
| 261770 | 2006 BJ81              | 23 de gener de 2006    | Kitt Peak            | Spacewatch                 |
| 261771 | 2006 BJ86              | 25 de gener de 2006    | Kitt Peak            | Spacewatch                 |
| 261772 | 2006 BW86              | 25 de gener de 2006    | Kitt Peak            | Spacewatch                 |
| 261773 | 2006 BX89              | 25 de gener de 2006    | Kitt Peak            | Spacewatch                 |
| 261774 | 2006 BT96              | 26 de gener de 2006    | Kitt Peak            | Spacewatch                 |
| 261775 | 2006 BU97              | 27 de gener de 2006    | Mount Lemmon         | Mt. Lemmon Survey          |
| 261776 | 2006 BJ104             | 25 de gener de 2006    | Kitt Peak            | Spacewatch                 |
| 261777 | 2006 BG109             | 25 de gener de 2006    | Kitt Peak            | Spacewatch                 |
| 261778 | 2006 BH113             | 25 de gener de 2006    | Kitt Peak            | Spacewatch                 |
| 261779 | 2006 BQ121             | 26 de gener de 2006    | Mount Lemmon         | Mt. Lemmon Survey          |
| 261780 | 2006 BE124             | 26 de gener de 2006    | Kitt Peak            | Spacewatch                 |
| 261781 | 2006 BG132             | 26 de gener de 2006    | Kitt Peak            | Spacewatch                 |
| 261782 | 2006 BS144             | 23 de gener de 2006    | Catalina             | CSS                        |
| 261783 | 2006 BB147             | 31 de gener de 2006    | 7300                 | W. K. Y. Yeung             |
| 261784 | 2006 BV147             | 24 de gener de 2006    | Socorro              | LINEAR                     |
| 261785 | 2006 BF149             | 23 de gener de 2006    | Catalina             | CSS                        |
| 261786 | 2006 BQ151             | 25 de gener de 2006    | Kitt Peak            | Spacewatch                 |
| 261787 | 2006 BL153             | 25 de gener de 2006    | Kitt Peak            | Spacewatch                 |
| 261788 | 2006 BH158             | 25 de gener de 2006    | Kitt Peak            | Spacewatch                 |
| 261789 | 2006 BW158             | 26 de gener de 2006    | Kitt Peak            | Spacewatch                 |
| 261790 | 2006 BU164             | 26 de gener de 2006    | Catalina             | CSS                        |
| 261791 | 2006 BM168             | 26 de gener de 2006    | Kitt Peak            | Spacewatch                 |
| 261792 | 2006 BH179             | 27 de gener de 2006    | Mount Lemmon         | Mt. Lemmon Survey          |
| 261793 | 2006 BO179             | 27 de gener de 2006    | Mount Lemmon         | Mt. Lemmon Survey          |
| 261794 | 2006 BV183             | 9 de gener de 2006     | Kitt Peak            | Spacewatch                 |
| 261795 | 2006 BO188             | 28 de gener de 2006    | Kitt Peak            | Spacewatch                 |
| 261796 | 2006 BH201             | 31 de gener de 2006    | Mount Lemmon         | Mt. Lemmon Survey          |
| 261797 | 2006 BU207             | 31 de gener de 2006    | Catalina             | CSS                        |
| 261798 | 2006 BV216             | 26 de gener de 2006    | Catalina             | CSS                        |
| 261799 | 2006 BM219             | 28 de gener de 2006    | Anderson Mesa        | LONEOS                     |
| 261800 | 2006 BK238             | 31 de gener de 2006    | Kitt Peak            | Spacewatch                 |

## 261801-261900
| Nom    | Designació provisional | Data de descobriment | Lloc de descobriment | Descobridor/s        |
| ------ | ---------------------- | -------------------- | -------------------- | -------------------- |
| 261801 | 2006 BP245             | 31 de gener de 2006  | Kitt Peak            | Spacewatch           |
| 261802 | 2006 BO253             | 31 de gener de 2006  | Kitt Peak            | Spacewatch           |
| 261803 | 2006 BJ261             | 31 de gener de 2006  | Kitt Peak            | Spacewatch           |
| 261804 | 2006 BL261             | 31 de gener de 2006  | Kitt Peak            | Spacewatch           |
| 261805 | 2006 BV263             | 31 de gener de 2006  | Kitt Peak            | Spacewatch           |
| 261806 | 2006 BW263             | 31 de gener de 2006  | Kitt Peak            | Spacewatch           |
| 261807 | 2006 BL267             | 26 de gener de 2006  | Catalina             | CSS                  |
| 261808 | 2006 BD270             | 30 de gener de 2006  | Catalina             | CSS                  |
| 261809 | 2006 BS276             | 23 de gener de 2006  | Kitt Peak            | Spacewatch           |
| 261810 | 2006 BN277             | 23 de gener de 2006  | Kitt Peak            | Spacewatch           |
| 261811 | 2006 BN278             | 23 de gener de 2006  | Kitt Peak            | Spacewatch           |
| 261812 | 2006 BP278             | 23 de gener de 2006  | Mount Lemmon         | Mt. Lemmon Survey    |
| 261813 | 2006 BW280             | 23 de gener de 2006  | Kitt Peak            | Spacewatch           |
| 261814 | 2006 CX1               | 1 de febrer de 2006  | Kitt Peak            | Spacewatch           |
| 261815 | 2006 CC5               | 1 de febrer de 2006  | Kitt Peak            | Spacewatch           |
| 261816 | 2006 CO6               | 1 de febrer de 2006  | Mount Lemmon         | Mt. Lemmon Survey    |
| 261817 | 2006 CX14              | 1 de febrer de 2006  | Kitt Peak            | Spacewatch           |
| 261818 | 2006 CJ15              | 1 de febrer de 2006  | Mount Lemmon         | Mt. Lemmon Survey    |
| 261819 | 2006 CL25              | 2 de febrer de 2006  | Kitt Peak            | Spacewatch           |
| 261820 | 2006 CF34              | 2 de febrer de 2006  | Mount Lemmon         | Mt. Lemmon Survey    |
| 261821 | 2006 CO45              | 3 de febrer de 2006  | Kitt Peak            | Spacewatch           |
| 261822 | 2006 CT48              | 3 de febrer de 2006  | Kitt Peak            | Spacewatch           |
| 261823 | 2006 CY48              | 3 de febrer de 2006  | Kitt Peak            | Spacewatch           |
| 261824 | 2006 CC62              | 7 de febrer de 2006  | Cordell-Lorenz       | Cordell-Lorenz       |
| 261825 | 2006 CP62              | 7 de febrer de 2006  | Kitt Peak            | Spacewatch           |
| 261826 | 2006 CO66              | 2 de febrer de 2006  | Mount Lemmon         | Mt. Lemmon Survey    |
| 261827 | 2006 DN4               | 20 de febrer de 2006 | Kitt Peak            | Spacewatch           |
| 261828 | 2006 DD7               | 20 de febrer de 2006 | Mount Lemmon         | Mt. Lemmon Survey    |
| 261829 | 2006 DV12              | 21 de febrer de 2006 | Catalina             | CSS                  |
| 261830 | 2006 DD14              | 22 de febrer de 2006 | Catalina             | CSS                  |
| 261831 | 2006 DP31              | 20 de febrer de 2006 | Mount Lemmon         | Mt. Lemmon Survey    |
| 261832 | 2006 DO38              | 21 de febrer de 2006 | Mount Lemmon         | Mt. Lemmon Survey    |
| 261833 | 2006 DL47              | 21 de febrer de 2006 | Mount Lemmon         | Mt. Lemmon Survey    |
| 261834 | 2006 DZ50              | 23 de febrer de 2006 | Anderson Mesa        | LONEOS               |
| 261835 | 2006 DB63              | 21 de febrer de 2006 | Catalina             | CSS                  |
| 261836 | 2006 DR63              | 27 de febrer de 2006 | Junk Bond            | D. Healy             |
| 261837 | 2006 DZ63              | 20 de febrer de 2006 | Catalina             | CSS                  |
| 261838 | 2006 DD64              | 20 de febrer de 2006 | Socorro              | LINEAR               |
| 261839 | 2006 DS68              | 26 de febrer de 2006 | Anderson Mesa        | LONEOS               |
| 261840 | 2006 DZ72              | 22 de febrer de 2006 | Anderson Mesa        | LONEOS               |
| 261841 | 2006 DD87              | 24 de febrer de 2006 | Kitt Peak            | Spacewatch           |
| 261842 | 2006 DE93              | 24 de febrer de 2006 | Kitt Peak            | Spacewatch           |
| 261843 | 2006 DD120             | 21 de febrer de 2006 | Anderson Mesa        | LONEOS               |
| 261844 | 2006 DB135             | 25 de febrer de 2006 | Mount Lemmon         | Mt. Lemmon Survey    |
| 261845 | 2006 DO138             | 25 de febrer de 2006 | Kitt Peak            | Spacewatch           |
| 261846 | 2006 DZ138             | 25 de febrer de 2006 | Kitt Peak            | Spacewatch           |
| 261847 | 2006 DZ158             | 27 de febrer de 2006 | Kitt Peak            | Spacewatch           |
| 261848 | 2006 DP161             | 27 de febrer de 2006 | Kitt Peak            | Spacewatch           |
| 261849 | 2006 DM164             | 27 de febrer de 2006 | Kitt Peak            | Spacewatch           |
| 261850 | 2006 DX184             | 27 de febrer de 2006 | Mount Lemmon         | Mt. Lemmon Survey    |
| 261851 | 2006 DD186             | 27 de febrer de 2006 | Kitt Peak            | Spacewatch           |
| 261852 | 2006 DE201             | 27 de febrer de 2006 | Catalina             | CSS                  |
| 261853 | 2006 DP202             | 21 de febrer de 2006 | Catalina             | CSS                  |
| 261854 | 2006 DG205             | 25 de febrer de 2006 | Kitt Peak            | Spacewatch           |
| 261855 | 2006 DB213             | 24 de febrer de 2006 | Mount Lemmon         | Mt. Lemmon Survey    |
| 261856 | 2006 ES19              | 2 de març de 2006    | Kitt Peak            | Spacewatch           |
| 261857 | 2006 EC36              | 3 de març de 2006    | Mount Lemmon         | Mt. Lemmon Survey    |
| 261858 | 2006 EC39              | 4 de març de 2006    | Catalina             | CSS                  |
| 261859 | 2006 EF43              | 4 de març de 2006    | Catalina             | CSS                  |
| 261860 | 2006 EA62              | 5 de març de 2006    | Kitt Peak            | Spacewatch           |
| 261861 | 2006 EU63              | 5 de març de 2006    | Kitt Peak            | Spacewatch           |
| 261862 | 2006 FZ3               | 23 de març de 2006   | Kitt Peak            | Spacewatch           |
| 261863 | 2006 FL6               | 23 de març de 2006   | Catalina             | CSS                  |
| 261864 | 2006 FF7               | 23 de març de 2006   | Kitt Peak            | Spacewatch           |
| 261865 | 2006 FF10              | 26 de març de 2006   | Reedy Creek          | J. Broughton         |
| 261866 | 2006 FQ13              | 23 de març de 2006   | Kitt Peak            | Spacewatch           |
| 261867 | 2006 FU13              | 23 de març de 2006   | Kitt Peak            | Spacewatch           |
| 261868 | 2006 FP14              | 23 de març de 2006   | Kitt Peak            | Spacewatch           |
| 261869 | 2006 FG38              | 23 de març de 2006   | Kitt Peak            | Spacewatch           |
| 261870 | 2006 FJ49              | 25 de març de 2006   | Catalina             | CSS                  |
| 261871 | 2006 FR49              | 25 de març de 2006   | Catalina             | CSS                  |
| 261872 | 2006 GF2               | 3 d'abril de 2006    | Lulin                | Q.-z. Ye             |
| 261873 | 2006 GA26              | 2 d'abril de 2006    | Kitt Peak            | Spacewatch           |
| 261874 | 2006 GR30              | 2 d'abril de 2006    | Mount Lemmon         | Mt. Lemmon Survey    |
| 261875 | 2006 GF31              | 2 d'abril de 2006    | Kitt Peak            | Spacewatch           |
| 261876 | 2006 GC32              | 6 d'abril de 2006    | Catalina             | CSS                  |
| 261877 | 2006 GQ38              | 6 d'abril de 2006    | Socorro              | LINEAR               |
| 261878 | 2006 GR49              | 7 d'abril de 2006    | Catalina             | CSS                  |
| 261879 | 2006 GO53              | 10 d'abril de 2006   | Siding Spring        | Siding Spring Survey |
| 261880 | 2006 HD3               | 18 d'abril de 2006   | Kitt Peak            | Spacewatch           |
| 261881 | 2006 HR5               | 19 d'abril de 2006   | Mount Lemmon         | Mt. Lemmon Survey    |
| 261882 | 2006 HY6               | 18 d'abril de 2006   | Palomar              | NEAT                 |
| 261883 | 2006 HD7               | 19 d'abril de 2006   | Palomar              | NEAT                 |
| 261884 | 2006 HQ10              | 19 d'abril de 2006   | Kitt Peak            | Spacewatch           |
| 261885 | 2006 HD11              | 19 d'abril de 2006   | Kitt Peak            | Spacewatch           |
| 261886 | 2006 HP15              | 20 d'abril de 2006   | Mount Lemmon         | Mt. Lemmon Survey    |
| 261887 | 2006 HE19              | 18 d'abril de 2006   | Kitt Peak            | Spacewatch           |
| 261888 | 2006 HQ20              | 19 d'abril de 2006   | Mount Lemmon         | Mt. Lemmon Survey    |
| 261889 | 2006 HP23              | 20 d'abril de 2006   | Kitt Peak            | Spacewatch           |
| 261890 | 2006 HO36              | 20 d'abril de 2006   | Catalina             | CSS                  |
| 261891 | 2006 HJ44              | 24 d'abril de 2006   | Socorro              | LINEAR               |
| 261892 | 2006 HO44              | 24 d'abril de 2006   | Mount Lemmon         | Mt. Lemmon Survey    |
| 261893 | 2006 HG46              | 25 d'abril de 2006   | Catalina             | CSS                  |
| 261894 | 2006 HK51              | 24 d'abril de 2006   | Reedy Creek          | J. Broughton         |
| 261895 | 2006 HM51              | 24 d'abril de 2006   | Reedy Creek          | J. Broughton         |
| 261896 | 2006 HU51              | 26 d'abril de 2006   | Reedy Creek          | J. Broughton         |
| 261897 | 2006 HV56              | 19 d'abril de 2006   | Catalina             | CSS                  |
| 261898 | 2006 HR69              | 24 d'abril de 2006   | Anderson Mesa        | LONEOS               |
| 261899 | 2006 HT72              | 25 d'abril de 2006   | Kitt Peak            | Spacewatch           |
| 261900 | 2006 HY81              | 26 d'abril de 2006   | Kitt Peak            | Spacewatch           |

## 261901-262000
| Nom             | Designació provisional | Data de descobriment | Lloc de descobriment | Descobridor/s        |
| --------------- | ---------------------- | -------------------- | -------------------- | -------------------- |
| 261901          | 2006 HW82              | 26 d'abril de 2006   | Kitt Peak            | Spacewatch           |
| 261902          | 2006 HZ86              | 29 d'abril de 2006   | Kitt Peak            | Spacewatch           |
| 261903          | 2006 HG89              | 19 d'abril de 2006   | Catalina             | CSS                  |
| 261904          | 2006 HN152             | 24 d'abril de 2006   | Mount Lemmon         | Mt. Lemmon Survey    |
| 261905          | 2006 JW16              | 2 de maig de 2006    | Kitt Peak            | Spacewatch           |
| 261906          | 2006 JG30              | 3 de maig de 2006    | Kitt Peak            | Spacewatch           |
| 261907          | 2006 JZ43              | 6 de maig de 2006    | Kitt Peak            | Spacewatch           |
| 261908          | 2006 JK48              | 5 de maig de 2006    | Kitt Peak            | Spacewatch           |
| 261909          | 2006 JW49              | 2 de maig de 2006    | Mount Lemmon         | Mt. Lemmon Survey    |
| 261910          | 2006 JP58              | 8 de maig de 2006    | Siding Spring        | Siding Spring Survey |
| 261911          | 2006 JA81              | 8 de maig de 2006    | Mount Lemmon         | Mt. Lemmon Survey    |
| 261912          | 2006 KS2               | 18 de maig de 2006   | Palomar              | NEAT                 |
| 261913          | 2006 KE6               | 19 de maig de 2006   | Mount Lemmon         | Mt. Lemmon Survey    |
| 261914          | 2006 KX8               | 19 de maig de 2006   | Mount Lemmon         | Mt. Lemmon Survey    |
| 261915          | 2006 KM14              | 20 de maig de 2006   | Mount Lemmon         | Mt. Lemmon Survey    |
| 261916          | 2006 KW15              | 20 de maig de 2006   | Catalina             | CSS                  |
| 261917          | 2006 KH23              | 23 de maig de 2006   | Reedy Creek          | J. Broughton         |
| 261918          | 2006 KL23              | 23 de maig de 2006   | Reedy Creek          | J. Broughton         |
| 261919          | 2006 KF31              | 20 de maig de 2006   | Kitt Peak            | Spacewatch           |
| 261920          | 2006 KK51              | 21 de maig de 2006   | Mount Lemmon         | Mt. Lemmon Survey    |
| 261921          | 2006 KR51              | 21 de maig de 2006   | Kitt Peak            | Spacewatch           |
| 261922          | 2006 KW69              | 22 de maig de 2006   | Kitt Peak            | Spacewatch           |
| 261923          | 2006 KY77              | 24 de maig de 2006   | Mount Lemmon         | Mt. Lemmon Survey    |
| 261924          | 2006 KO99              | 27 de maig de 2006   | Catalina             | CSS                  |
| 261925          | 2006 KW99              | 24 de maig de 2006   | Palomar              | NEAT                 |
| 261926          | 2006 KL100             | 29 de maig de 2006   | Reedy Creek          | J. Broughton         |
| 261927          | 2006 KU111             | 31 de maig de 2006   | Mount Lemmon         | Mt. Lemmon Survey    |
| 261928          | 2006 KN115             | 29 de maig de 2006   | Kitt Peak            | Spacewatch           |
| 261929          | 2006 KT120             | 31 de maig de 2006   | Mount Lemmon         | Mt. Lemmon Survey    |
| 261930 Moorhead | 2006 KF138             | 25 de maig de 2006   | Mauna Kea            | P. A. Wiegert        |
| 261931          | 2006 ML1               | 17 de juny de 2006   | Kitt Peak            | Spacewatch           |
| 261932          | 2006 MU1               | 19 de juny de 2006   | Wrightwood           | J. W. Young          |
| 261933          | 2006 MS3               | 16 de juny de 2006   | Palomar              | NEAT                 |
| 261934          | 2006 MK8               | 18 de juny de 2006   | Kitt Peak            | Spacewatch           |
| 261935          | 2006 OM2               | 18 de juliol de 2006 | Lulin                | LUSS                 |
| 261936          | 2006 OR2               | 19 de juliol de 2006 | Lulin                | LUSS                 |
| 261937          | 2006 OD4               | 21 de juliol de 2006 | Mount Lemmon         | Mt. Lemmon Survey    |
| 261938          | 2006 OB5               | 21 de juliol de 2006 | Socorro              | LINEAR               |
| 261939          | 2006 OP7               | 18 de juliol de 2006 | Lulin                | LUSS                 |
| 261940          | 2006 OD9               | 20 de juliol de 2006 | Palomar              | NEAT                 |
| 261941          | 2006 OR10              | 21 de juliol de 2006 | Catalina             | CSS                  |
| 261942          | 2006 OB11              | 20 de juliol de 2006 | Palomar              | NEAT                 |
| 261943          | 2006 ON11              | 20 de juliol de 2006 | Palomar              | NEAT                 |
| 261944          | 2006 OR13              | 25 de juliol de 2006 | Palomar              | NEAT                 |
| 261945          | 2006 OF16              | 26 de juliol de 2006 | Reedy Creek          | J. Broughton         |
| 261946          | 2006 OF19              | 20 de juliol de 2006 | Siding Spring        | Siding Spring Survey |
| 261947          | 2006 OY20              | 25 de juliol de 2006 | Mount Lemmon         | Mt. Lemmon Survey    |
| 261948          | 2006 PS1               | 11 d'agost de 2006   | Palomar              | NEAT                 |
| 261949          | 2006 PK2               | 12 d'agost de 2006   | Palomar              | NEAT                 |
| 261950          | 2006 PV4               | 11 d'agost de 2006   | Palomar              | NEAT                 |
| 261951          | 2006 PJ5               | 12 d'agost de 2006   | Palomar              | NEAT                 |
| 261952          | 2006 PD6               | 12 d'agost de 2006   | Palomar              | NEAT                 |
| 261953          | 2006 PK8               | 13 d'agost de 2006   | Palomar              | NEAT                 |
| 261954          | 2006 PS9               | 13 d'agost de 2006   | Palomar              | NEAT                 |
| 261955          | 2006 PW10              | 13 d'agost de 2006   | Palomar              | NEAT                 |
| 261956          | 2006 PQ11              | 13 d'agost de 2006   | Palomar              | NEAT                 |
| 261957          | 2006 PQ14              | 15 d'agost de 2006   | Palomar              | NEAT                 |
| 261958          | 2006 PG15              | 15 d'agost de 2006   | Palomar              | NEAT                 |
| 261959          | 2006 PB16              | 15 d'agost de 2006   | Palomar              | NEAT                 |
| 261960          | 2006 PJ16              | 15 d'agost de 2006   | Palomar              | NEAT                 |
| 261961          | 2006 PS19              | 13 d'agost de 2006   | Palomar              | NEAT                 |
| 261962          | 2006 PR20              | 15 d'agost de 2006   | Palomar              | NEAT                 |
| 261963          | 2006 PT25              | 13 d'agost de 2006   | Palomar              | NEAT                 |
| 261964          | 2006 PU25              | 13 d'agost de 2006   | Palomar              | NEAT                 |
| 261965          | 2006 PQ26              | 15 d'agost de 2006   | Palomar              | NEAT                 |
| 261966          | 2006 PU29              | 12 d'agost de 2006   | Palomar              | NEAT                 |
| 261967          | 2006 PJ31              | 13 d'agost de 2006   | Palomar              | NEAT                 |
| 261968          | 2006 PZ32              | 15 d'agost de 2006   | Palomar              | NEAT                 |
| 261969          | 2006 PP33              | 14 d'agost de 2006   | Siding Spring        | Siding Spring Survey |
| 261970          | 2006 PR35              | 12 d'agost de 2006   | Palomar              | NEAT                 |
| 261971          | 2006 PV36              | 12 d'agost de 2006   | Palomar              | NEAT                 |
| 261972          | 2006 PG40              | 14 d'agost de 2006   | Palomar              | NEAT                 |
| 261973          | 2006 QG2               | 17 d'agost de 2006   | Palomar              | NEAT                 |
| 261974          | 2006 QZ3               | 18 d'agost de 2006   | Kitt Peak            | Spacewatch           |
| 261975          | 2006 QD5               | 19 d'agost de 2006   | Kitt Peak            | Spacewatch           |
| 261976          | 2006 QJ10              | 19 d'agost de 2006   | Reedy Creek          | J. Broughton         |
| 261977          | 2006 QV10              | 20 d'agost de 2006   | Pla D'Arguines       | R. Ferrando          |
| 261978          | 2006 QR11              | 16 d'agost de 2006   | Siding Spring        | Siding Spring Survey |
| 261979          | 2006 QY18              | 17 d'agost de 2006   | Palomar              | NEAT                 |
| 261980          | 2006 QJ19              | 17 d'agost de 2006   | Palomar              | NEAT                 |
| 261981          | 2006 QD20              | 18 d'agost de 2006   | Anderson Mesa        | LONEOS               |
| 261982          | 2006 QF21              | 19 d'agost de 2006   | Kitt Peak            | Spacewatch           |
| 261983          | 2006 QA22              | 19 d'agost de 2006   | Anderson Mesa        | LONEOS               |
| 261984          | 2006 QT23              | 22 d'agost de 2006   | Wrightwood           | J. W. Young          |
| 261985          | 2006 QH24              | 17 d'agost de 2006   | Palomar              | NEAT                 |
| 261986          | 2006 QU25              | 18 d'agost de 2006   | Kitt Peak            | Spacewatch           |
| 261987          | 2006 QR29              | 17 d'agost de 2006   | Palomar              | NEAT                 |
| 261988          | 2006 QU31              | 18 d'agost de 2006   | Socorro              | LINEAR               |
| 261989          | 2006 QO33              | 23 d'agost de 2006   | Hibiscus             | S. F. Hoenig         |
| 261990          | 2006 QW34              | 17 d'agost de 2006   | Palomar              | NEAT                 |
| 261991          | 2006 QJ35              | 17 d'agost de 2006   | Palomar              | NEAT                 |
| 261992          | 2006 QL38              | 18 d'agost de 2006   | Socorro              | LINEAR               |
| 261993          | 2006 QV38              | 18 d'agost de 2006   | Anderson Mesa        | LONEOS               |
| 261994          | 2006 QH39              | 19 d'agost de 2006   | Anderson Mesa        | LONEOS               |
| 261995          | 2006 QQ40              | 16 d'agost de 2006   | Siding Spring        | Siding Spring Survey |
| 261996          | 2006 QB43              | 17 d'agost de 2006   | Palomar              | NEAT                 |
| 261997          | 2006 QA45              | 19 d'agost de 2006   | Palomar              | NEAT                 |
| 261998          | 2006 QK47              | 20 d'agost de 2006   | Palomar              | NEAT                 |
| 261999          | 2006 QK49              | 21 d'agost de 2006   | Palomar              | NEAT                 |
| 262000          | 2006 QM50              | 22 d'agost de 2006   | Palomar              | NEAT                 |